# João de Castilho
João de Castilho (em castelhano: Juan de Castillo; Merindade de Trasmiera, c. 1470 — c. 1552) foi um mestre de obras e arquiteto hispano-português originário da Cantábria (antigo Reino de Castela; atual Espanha), que desenvolveu a sua carreira da maturidade em Portugal, onde se fixou c. 1508. É considerado o maior arquiteto português do século XVI e um dos grandes da Europa do Renascimento.
Com formação goticista, a sua ação foi marcante no período manuelino, tendo depois um papel decisivo na afirmação  do estilo renascentista em território português. João de Castilho foi um dos protagonistas maiores de uma decisiva viragem no sentido do classicismo. O seu percurso assinala ainda a promoção gradual da condição de mestre pedreiro (medieval) para a de arquiteto — no sentido moderno da palavra —, com o correspondente reconhecimento e ascensão a nível social.
Autor de uma vasta e notável obra construída, João de Castilho encontra-se ligado à edificação de cinco monumentos históricos classificados pela UNESCO como Património Mundial, com grande destaque para o Mosteiro dos Jerónimos e o Convento de Cristo, onde a sua ação foi determinante (entre muitas outras obras de sua responsabilidade, teve também intervenção no Mosteiro de Alcobaça, no Mosteiro da Batalha e na construção da fortaleza de Mazagão, igualmente classificados como Património Mundial).

## Biografia

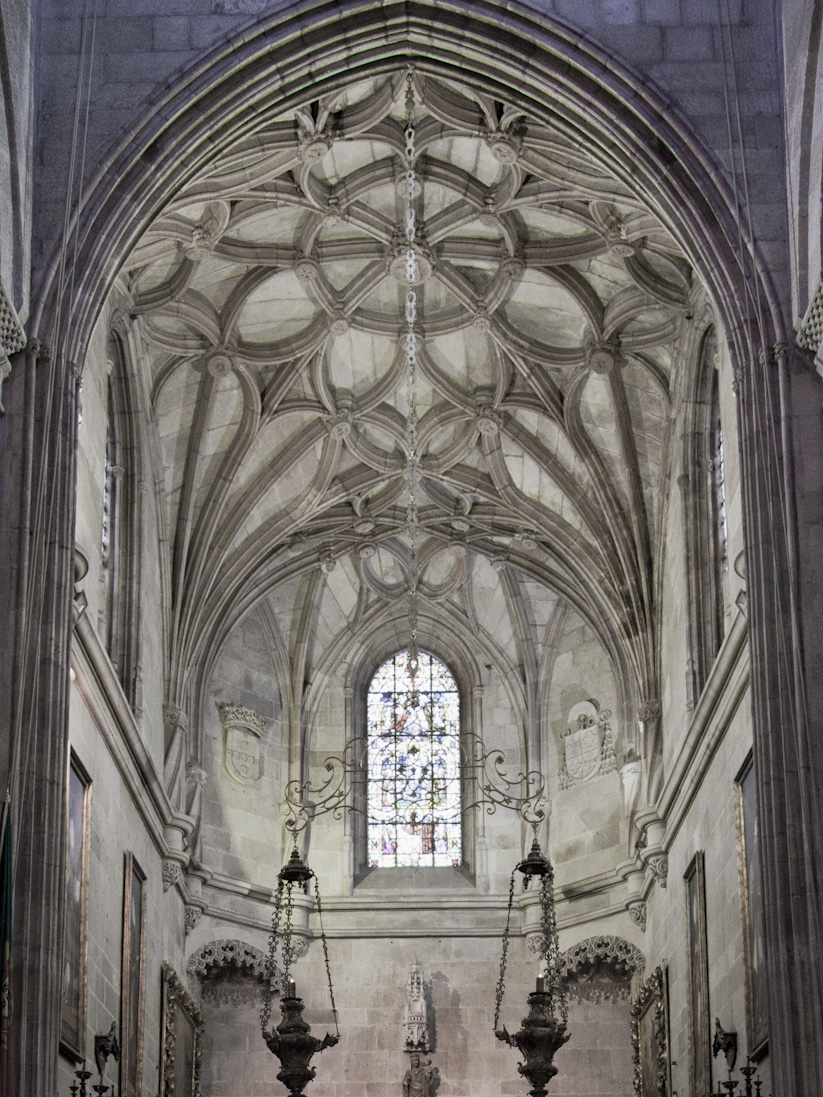
Abóbada da capela-mor, Sé de Braga

Não existem certezas quanto aos locais e datas de nascimento e morte, tal como se desconhece com rigor a sua ascendência. Talvez fosse filho de Diego Sánchez de Castillo e de sua mulher, D. María Zorella (Zorilla ou Zurilla); segundo Pedro Dias, no entanto, existe amplo consenso de que o seu pai seria o Abade de Liérganes. Era irmão, dez anos mais velho, de Diogo de Castilho, que o acompanhou nas primeira empreitadas realizadas em Portugal. Foi educado nos estaleiros das catedrais de Burgos e de Sevilha (dois dos últimos polos de formação gótica na Europa).
Com cerca de 38 anos de idade e já então um experiente e prestigiado mestre — mestre arquiteto, empreiteiro e «engenheiro» —, João de Castilho é chamado por D. Diogo de Sousa (arcebispo de Braga, responsável por um amplo programa de modernização urbana dessa cidade), para assumir a renovação da Sé de Braga, a mais importante e vetusta catedral do país; as suas primeiras obras em Portugal, iniciadas c. 1508, são precisamente a capela-mor e a galilé desse templo. A sua invulgar desenvoltura enquanto empreiteiro e afamada capacidade para resolver abobadamentos difíceis levam-no de seguida a Vila do Conde, onde irá resolver indecisões construtivas dos seus antecessores e terminar a construção da Igreja Matriz (1511-1513); a ele se deve a cobertura da nova capela-mor e o portal axial. Trabalhou de seguida na Sé de Viseu (terá sido autor da famosa «abóbada de nós») e talvez, segundo Vítor Serrão, na igreja-salão de Freixo de Espada à Cinta e em diversas campanhas nos armazéns, no Cais da Pedra e no edifício do Paço real da Ribeira, Lisboa.
Em 1515 é chamado ao Convento de Cristo, em Tomar, numa primeira intervenção em diversas frentes que inclui a abóbada da igreja/coro e o seu portal principal, a sul, no qual ensaia o esquema modular que utilizaria de seguida no portal sul do Mosteiro dos Jerónimos, "a sua obra-prima nesta fase de incorporação plena do formulário polimorfista do manuelino". Castilho começa a intervir nos Jerónimos — ponto culminante da arquitetura manuelina e o mais notável conjunto monástico português dessa época —, em abril de 1516, e assume a direção da construção a partir de 2 de janeiro do ano imediato (até 1530), tornando-se no principal responsável pelo monumento que hoje conhecemos. O seu virtuosismo na administração de subempreitadas é a chave para o sucesso da intervenção, que põe em campo e em simultâneo cerca de duzentos e cinquenta trabalhadores. Sob a sua coordenação são desdobradas as empreitadas em sete áreas diferentes: portal sul; portal axial; sala do capítulo; sacristia; claustro; refeitório; capelas do coro. Devido à sua invulgar capacidade como construtor e arquiteto, ao longo da vida (pelo menos a partir de 1515), para Castilho foi comum gerir diversas empreitadas em simultâneo, coordenando a ação de elevado número de trabalhadores (nomeadamente escultores e mestres de pedraria com elevado grau de adestramento, capazes de preencher escultórica e decorativamente os desenhos que executava em cumprimento dos programas iconográficos dos encomendadores).

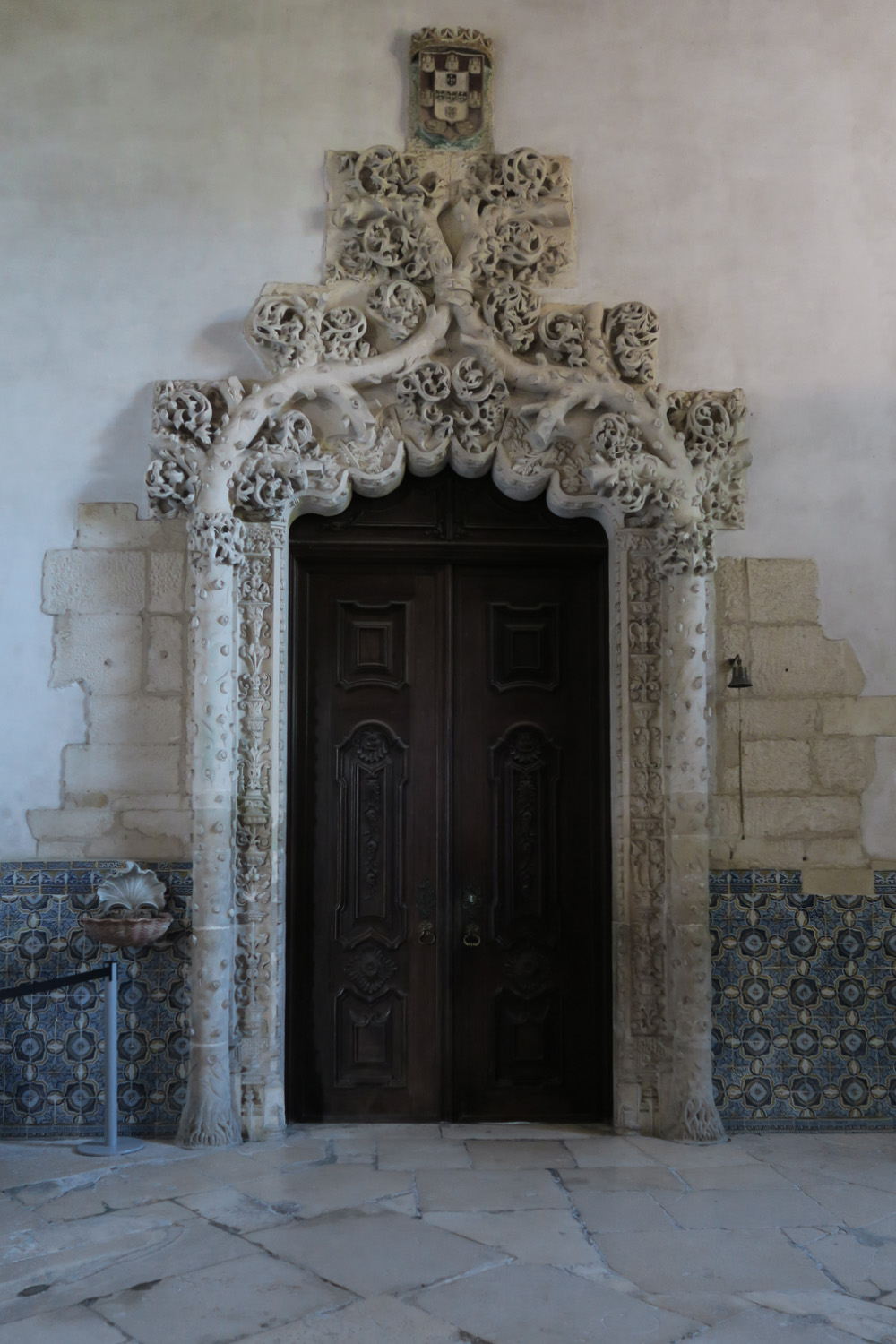
Portal da Sacristia, Mosteiro de Alcobaça

Segundo Pedro Dias, João de Castilho terá sido o autor da traça global dos túmulos de D. Afonso Henriques e D. Sancho I no Mosteiro de Santa Cruz (1518), cuja construção foi dirigida pelo seu irmão, Diogo de Castilho (a quem, em geral, a autoria desta obra é atribuída). Teve ainda intervenção no Mosteiro de Alcobaça sensivelmente entre 1519 e 1528 (é de sua autoria a sala de passagem para a sacristia e os dois portais respetivos, bem como o primeiro piso do claustro do silêncio), assim como em diversas igrejas dos antigos Coutos Alcobacenses, que dinamizaria com belos portais e capelas abobadadas, com particular destaque para as igrejas de Vestiaria (portal; arco mestre; abóbada da capela-mor) e Turquel (portais principal e lateral). Em 1528 é nomeado mestre-de-obras de el-rei e, no ano seguinte, está assinalada a sua intervenção no Mosteiro da Batalha (abobada nervurada da zona de entrada das capelas imperfeitas e, talvez, uma tentativa frustrada de abobadamento das mesmas). Nesse ano desloca-se ainda em inspeção às praças marroquinas de Ceuta e Safim.
É sensivelmente nesse ano que se clarifica e radicaliza a inflexão estilística na sua obra, com crescente afastamento da estética manuelina e adoção da nova linguagem classicista. 1529 é também o ano em que Frei António de Lisboa dá início à grande reforma (espiritual e artística), da Ordem e do Convento de Cristo, em Tomar, de que Castilho será o protagonista no domínio arquitetónico ("todas as empresas de João de Castilho em Tomar, no quarto decénio de Quinhentos […] se articulam milimetricamente com o pensamento humanístico de Frei António"). Por volta de 1532 as novas direções da sua obra impõem-se em absoluto: "o arquiteto biscainho traça então as avantajadas estruturas gerais do «novo» Convento de Cristo, já segundo absorvidos e maturados modelos renascentistas". A sua intervenção, em larga escala, prolongar-se-ia até à data da sua morte, incluindo a Sala do Capítulo dos frades, o claustro de Santa Barbara, a Capela do Cruzeiro, o claustro da Hospedaria, o claustro da Micha, o claustro dos Corvos ou do Celeiro, o claustro das Necessárias, o da Procuração, o Refeitório, o Dormitório, a chamada Charolinha (na mata do convento), as três salas ditas das Cortes (ou do Noviciado) e, ainda, o primeiro Claustro Grande (demolido depois da sua morte e reconstruído por Diogo de Torralva após 1554 segundo os novos princípios do maneirismo).
Em 1541-1542 interrompe a empresa tomarense e desloca-se, juntamente com uma vasta mão-de-obra da sua equipa, a Mazagão, para levar a cabo as obras de reconfiguração da fortaleza (conceção de Benedetto da Ravenna), nomeadamente a edificação da espetacular cisterna (segundo Vítor Serrão, quase uma igreja-salão) (concluída por Lourenço Franco em 1547).

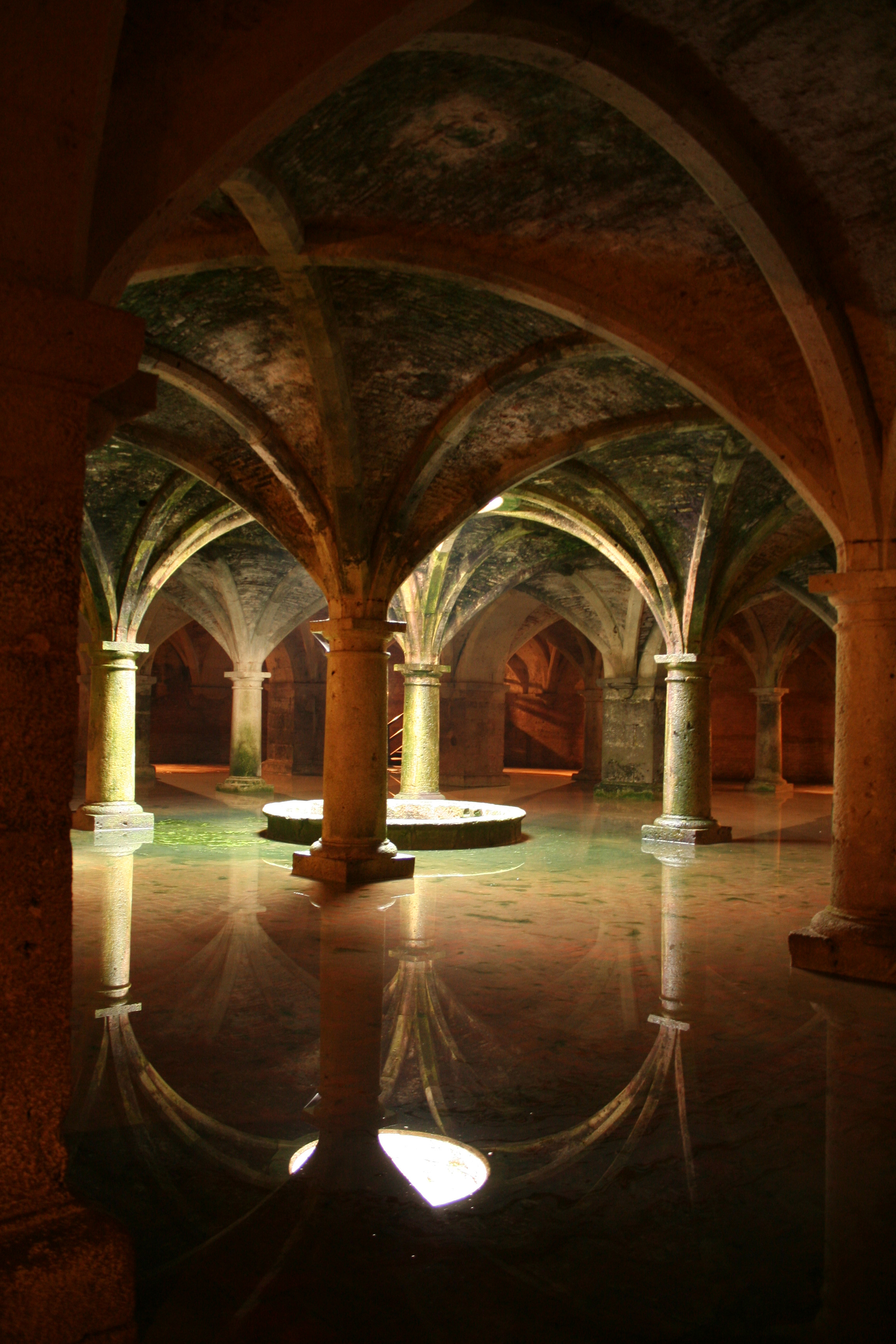
Cisterna da Fortaleza de Mazagão

Em 1543 está de volta ao Convento de Cristo, onde prolonga o trabalho nos claustros e dá início às três alas do Noviciado; ocupa-se também das obras da «granja» dos freires de Cristo (atual Quinta da Cardiga) e das igrejas de Santa Maria das Areias e de Santo Aleixo do Beco (e possivelmente da Igreja de Marvila de Santarém e da Matriz de Pedrógão Grande).
Do seu último período pode datar-se a Ermida de Nossa Senhora da Conceição, em Tomar (localizada perto do Convento de Cristo), cuja construção se terá iniciado em 1550. Originalmente concebida como igreja-mausoléu para D. João III e os seus familiares (segundo proposta do historiador Rafael Moreira), esse desejo testamentário do rei não seria cumprido pelos seus sucessores; este pequeno templo sobrevive, no entanto, como uma das mais significativas obras-primas do renascimento em Portugal (seria terminado por Diogo de Torralva depois da morte de Castilho, o que é coerente com o tratamento exterior das cimalhas e paramentos, que se enquadra melhor nas opções maneiristas de Torralva).
Figura profissionalmente prestigiada desde a chegada a Portugal, a sua fama e fortuna consolidaram-se ao longo dos mais de quarenta anos que se seguiram, em que construiu uma carreira de sucesso. João de Castilho viveu, ao longo da vida, a profunda alteração do estatuto social do arquiteto, que, libertando-se do anonimato associado à antiga estrutura medieval, se transformou numa figura indiscutivelmente reconhecida e prestigiada, no topo de uma pirâmide que integrava os simples mestre-de-obras, os canteiros, os pedreiros e restante mão-de-obra envolvida na construção arquitetónica. Responsável por muitas das mais importantes empreitadas do seu tempo, elogiado junto do monarca como alguém «capaz de construir o mundo» e cujos filhos foram embaixadores, cronistas, poetas e detentores de alta formação, João de Castilho seria feito cavaleiro em final de vida.

## Obra

### C. 1508-1529
As suas primeiras obras em Portugal, realizadas na Sé de Braga (a partir de 1508), denunciam a sua formação nos derradeiros estaleiros-escola do gótico Europeu, apresentando elementos de caráter inovador como a abóbada de perfil rebaixado da capela-mor. Esta abóbada de combados, de tipo floreado e de grande efeito decorativo, foi o primeiro testemunho dessa tipologia em território português. Para a fachada, concebeu uma galilé com três arcos, os laterais de arco quebrado gótico e o central em arco ligeiramente abatido, "respondendo já à tendência horizontalizante dessa linguagem gótica tardia trazida das Espanhas e da Europa. A decorar os arcos encontramos caréis, um rendilhado policêntrico que haveria de ser determinante no estabelecimento de uma proposta arquitetónica e, em concreto, da imagem da Sé de Braga". Com esta intervenção e com a que se lhe seguiu, na Igreja Matriz de Vila do Conde — onde resolveu as hesitações dos seus antecessores na finalização do templo, sendo responsável pela abóbada de combados da capela-mor e pelo portal —, Castilho deu o mote para edificações posteriores (em particular as do gótico tardio no noroeste de Portugal). Nas duas primeiras décadas de atividade em Portugal (c. 1508–1529), a sua obra caracterizou-se pela confluência dos formulários do gótico final e do manuelino com a ornamentação de influência italianizante, «plateresca».
Essa confluência está claramente presente na fachada da Igreja Matriz de Vila do Conde. "Combinando o naturalismo manuelino com o relevo plácido do «plateresco» espanhol, mantendo a predominante horizontal tardo-gótica, com as enjuntas ornamentadas com simbologia heráldica e o restante das ombreiras exibindo a densidade ornamental do gótico tardio", o portal integra, por entre essa proliferação de elementos, dois escudos de armas, um com uma nau acompanhada pelas cinco quinas (correspondente às armas da própria vila) e o outro com um homem, de braços abertos, emergindo de uma taça e segurando nas mãos algo semelhante a duas pedras, ou «pérolas» (talvez uma representação do Santíssimo Sacramento).

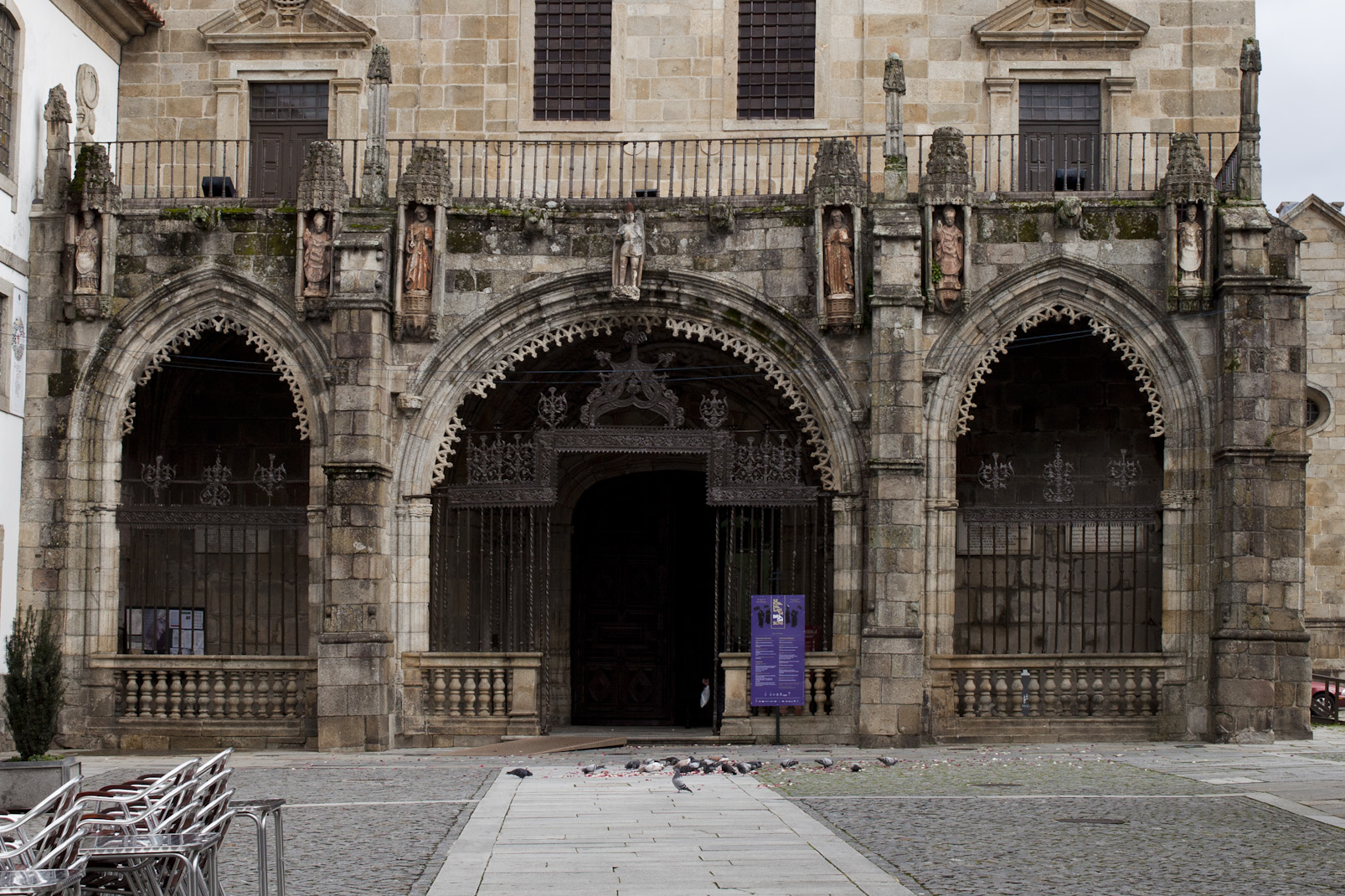
Galilé, fachada da Sé de Braga
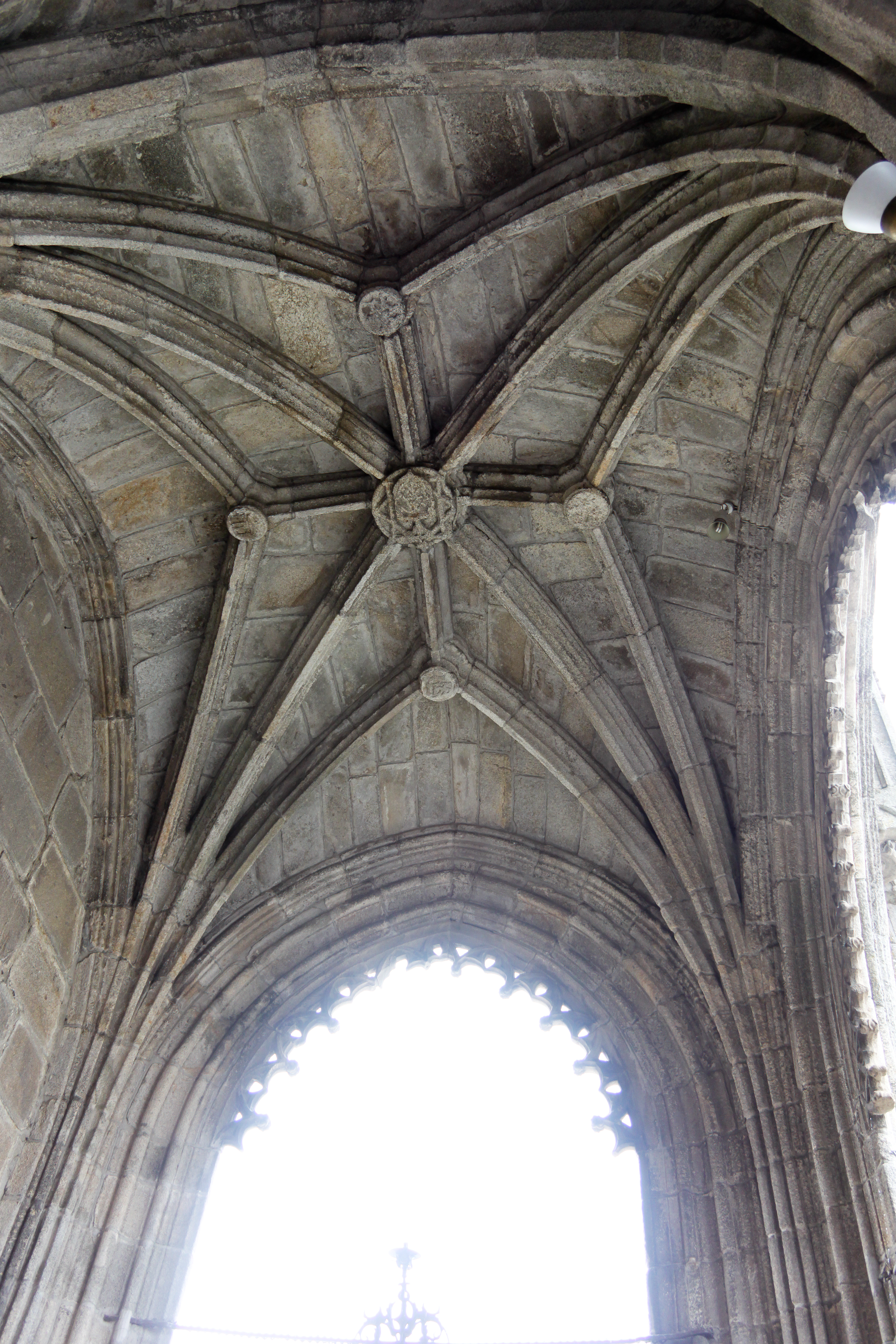
Galilé, fachada da Sé de Braga
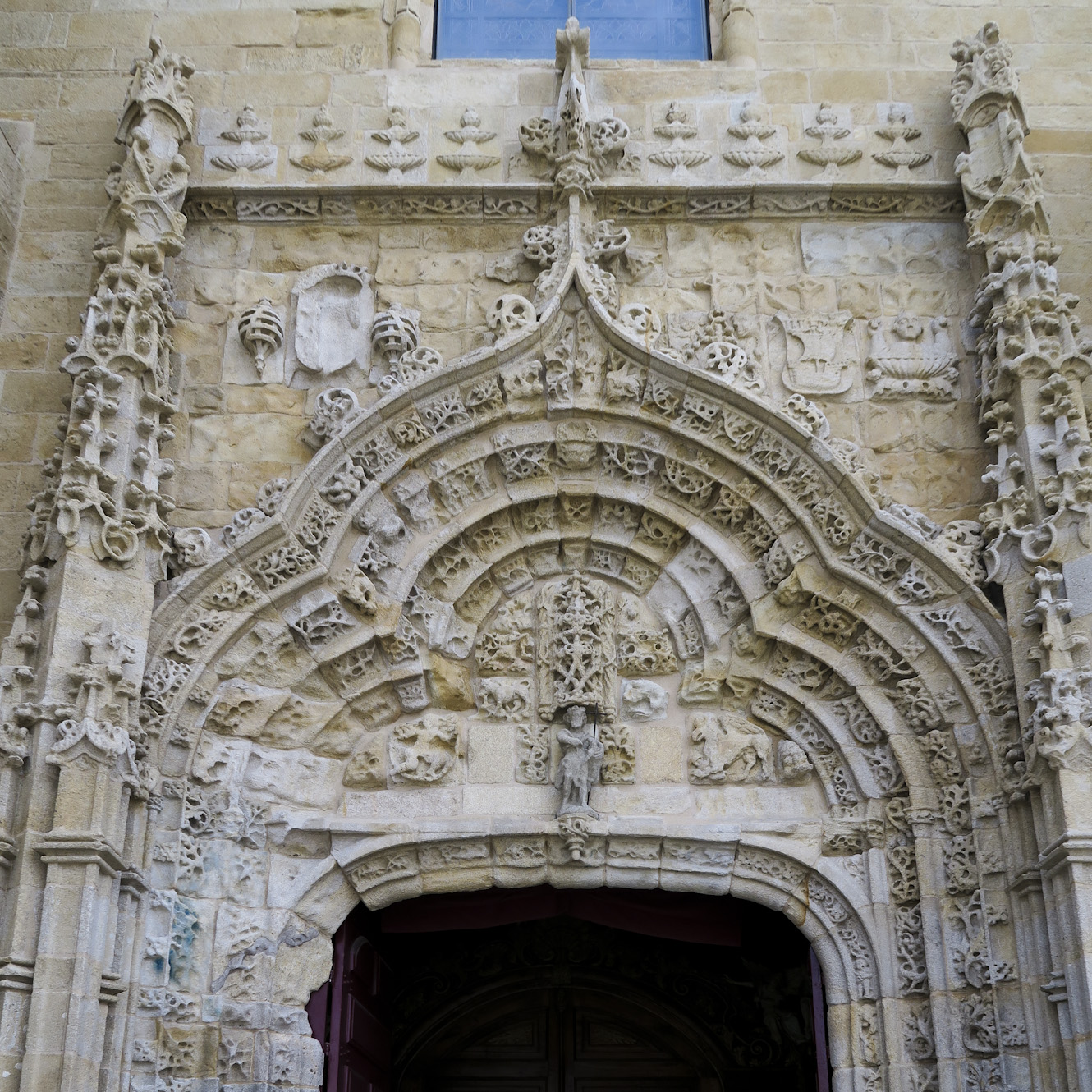
Portal da Igreja Matriz de Vila do Conde
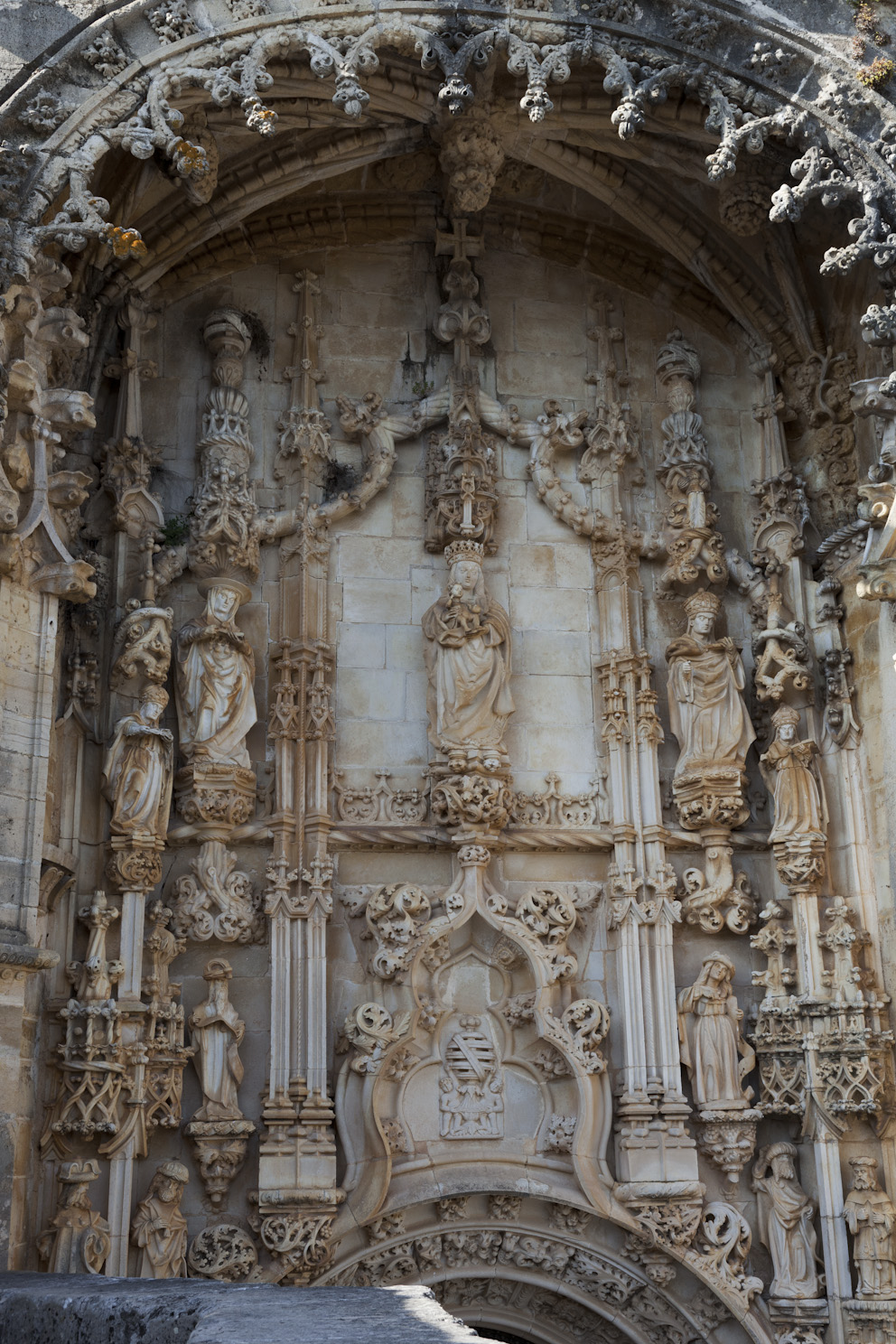
Portal do Convento de Cristo
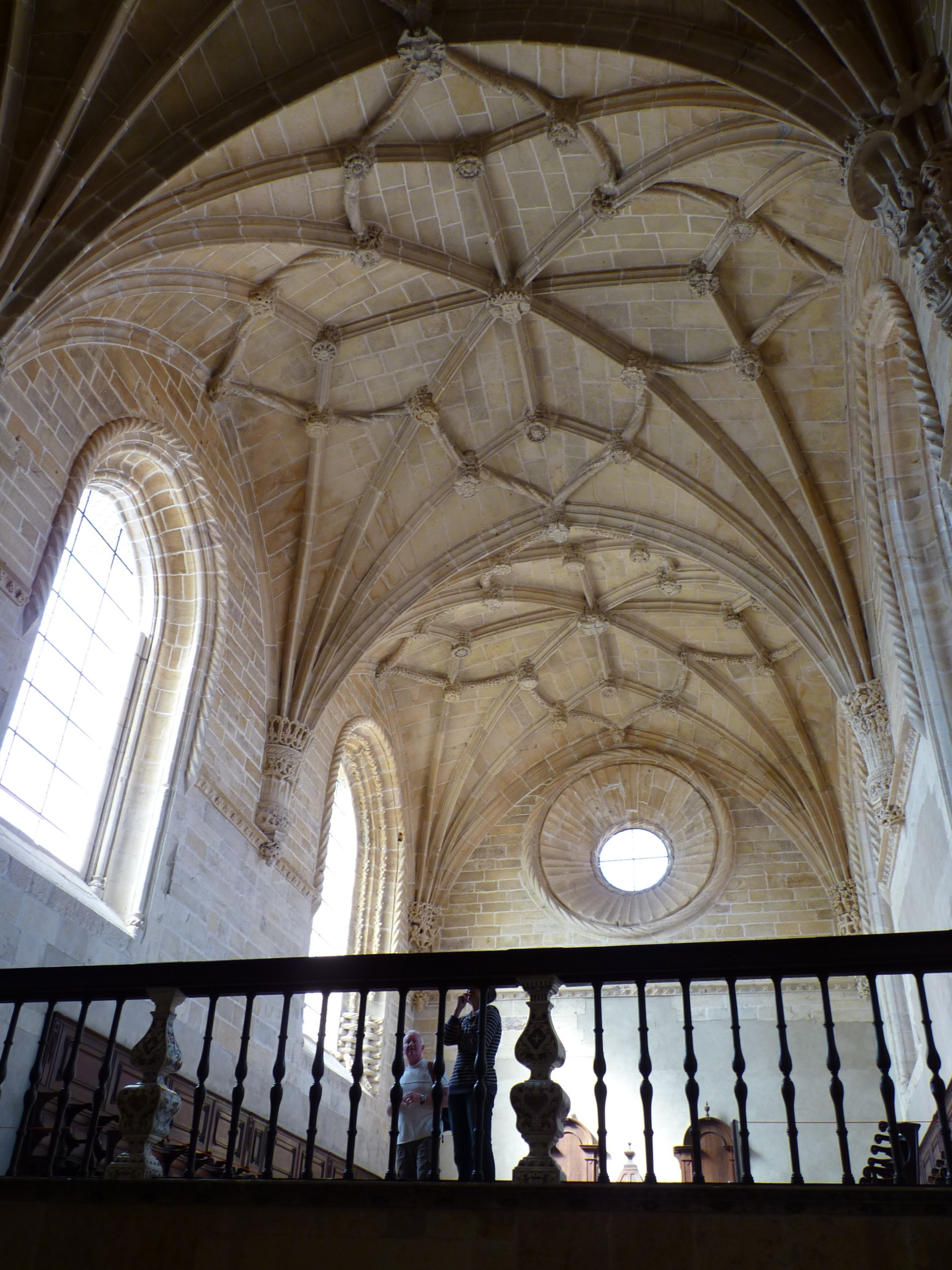
Abóbada da Igreja/Coro, Convento de Cristo
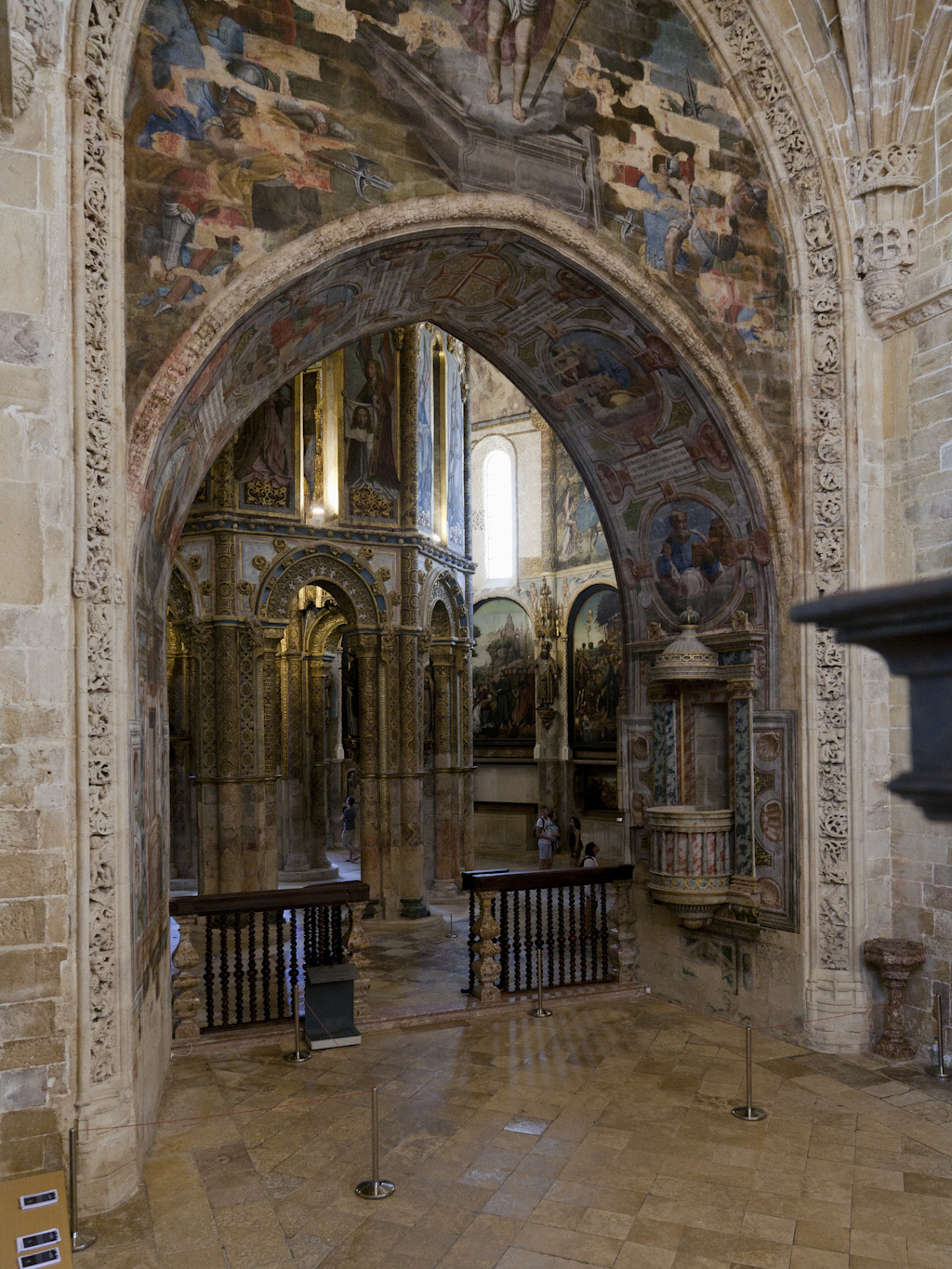
Arco entre Igreja e Charola, Convento de Cristo

Na sua primeira intervenção no Convento de Cristo, datada de 1515, João de Castilho foi encarregado de resolver um conjunto de questões que tinham ficado suspensas na empreitada imediatamente anterior, de Diogo de Arruda, entre os quais deverão destacar-se a construção da abóbada da nova igreja/coro manuelina, a ligação entre esta e a antiga charola medieval e a criação de um novo e monumental portal de acesso ao templo. A potente abóbada nervurada, de um só voo, que cobre a igreja, foi dividida em três panos, apoiando-se em oito mísulas com decoração vegetalista e figurativa. Entre a igreja/coro e a charola abriu um amplo arco quebrado e, por último, instalou um portal-retábulo de acesso ao templo (que assinou na base de uma das ombreiras, "num ato raro de consciência liberal"), onde ensaiou um sistema modular, que iria utilizar de novo, com excecional sucesso, no portal sul do Mosteiro dos Jerónimos. No portal tomarense tirou partido da espessura da parede da igreja para criar um dossel arquitetónico que encima e protege o conjunto escultórico, no qual integrou diversas figuras simbólicas de profetas, clérigos mitrados, Doutores da Igreja, no qual se destaca, ao centro, a imagem da Virgem Rainha do Céu, com a cruz de Cristo sobrepujante e, na zona inferior, uma esfera armilar sustentada por anjos. Também em 1515 terá dado início à construção da Sala do Capítulo, que retomaria na sua segunda campanha de obras (c. 1530), mas que haveria de permanecer inacabada.

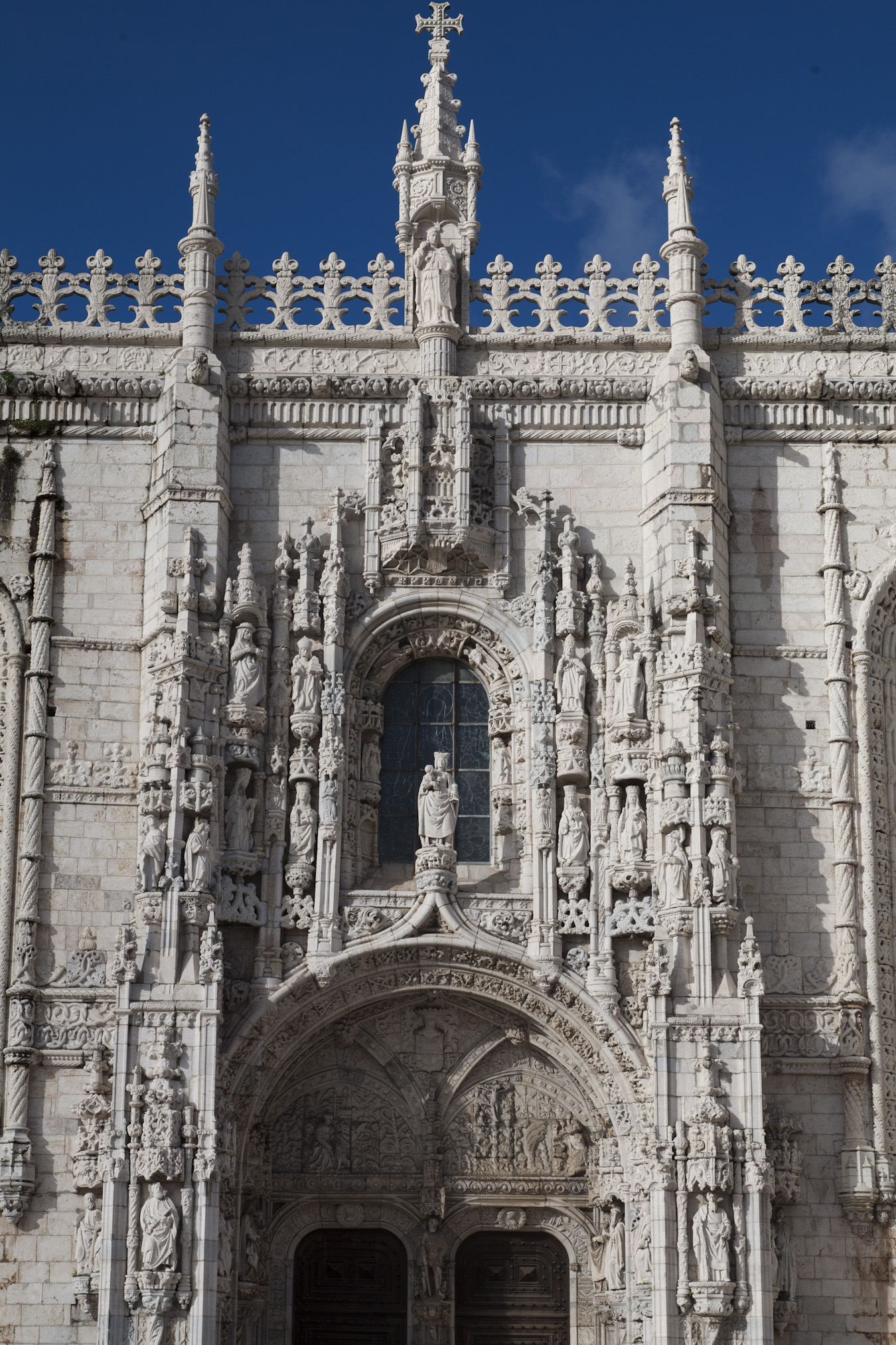
Portal sul, Mosteiro dos Jerónimos

A intervenção de João de Castilho foi determinante na edificação do Mosteiro dos Jerónimos, onde sucedeu a Diogo Boitaca, envolvendo decisões arquitetónicas cruciais e a coordenação de uma multiplicidade de empreitadas. Foi desenvolvido esforço no trabalho com o remate do piso térreo do claustro e início da construção do segundo piso (do que resultaria o primeiro claustro abobadado de dois pisos) bem como a execução dos portais (sul e axial), sacristia, refeitório, parte das paredes e portal da sala do capítulo. Foi realizada a cobertura das naves e do cruzeiro da igreja com base em novas e arrojadas soluções técnicas — nomeadamente nas nervuras, mais finas do que nunca —, que permitiram conceber um espaço unificado sem precedentes, dando origem à primeira grande igreja-salão portuguesa. Com Castilho assistiu-se também a uma alteração a nível da ornamentação arquitetónica, inicialmente marcada pelo gótico tardio e que se abria agora aos ares do classicismo renascentista («ao romano») através do plateresco espanhol.
Composta por três naves à mesma altura (igreja-salão), a igreja foi coberta por uma extensa abóbada polinervada, quase achatada, suportada por seis pilares. A abóbada do cruzeiro cobre, sem apoios intermédios, uma largura de 30 metros, representando "a realização mais acabada da ambição tardo medieval de cobrir o maior vão possível com o mínimo de suportes" (Kubler). A profusão de ornatos atinge o seu auge no vasto espaço da igreja.
No Mosteiro dos Jerónimos devem destacar-se, pelo seu valor artístico e iconográfico, os depoimentos fundamentais que são os seus portais, orientados a sul e a poente. Os dois devem ser lidos em conjunto "como um díptico esculpido à glória de D. Manuel I". Construído ao longo de dois anos (1517 e 1518), o Portal sul é uma das peças mais ricas da arquitetura portuguesa do gótico tardio. A sua estrutura atinge os 32 metros de altura e mais de 12 de largura, apresentando-se como uma verdadeira «porta da cristandade» de características triunfais. João de Castilho foi responsável pela conceção global e teve ao seu serviço uma numerosa equipa que chegou a contar 200 executantes (imaginadores, pedreiros, aparelhadores, decoradores, etc.), com maior ou menor responsabilidade na definição final da obra. Entre os nomes mais destacados assinalem-se Diogo de Castilho, André Pilarte, Juan de la Faya e Machim.
Dos dois, o portal sul é o mais complexo do ponto de vista iconográfico, contando com um total de quarenta figuras, trinta e oito alusivas à História Sagrada, uma à História de Portugal, além das armas nacionais, no baixo-relevo central da parte superior do tímpano. Na base do portal dispõem-se os doze apóstolos; nos botaréus, os que vaticinaram o nascimento de Cristo (sibilas e profetas); ao centro, a Virgem com o Menino; a coroar o conjunto, quatro Padres ou Doutores da Igreja e, no topo, São Miguel, o Anjo Custódio do Reino. Mais abaixo, em posição central entre as duas portas de entrada, a estátua do Infante D. Henrique. Nos tímpanos figuram duas cenas da vida de S. Jerónimo.

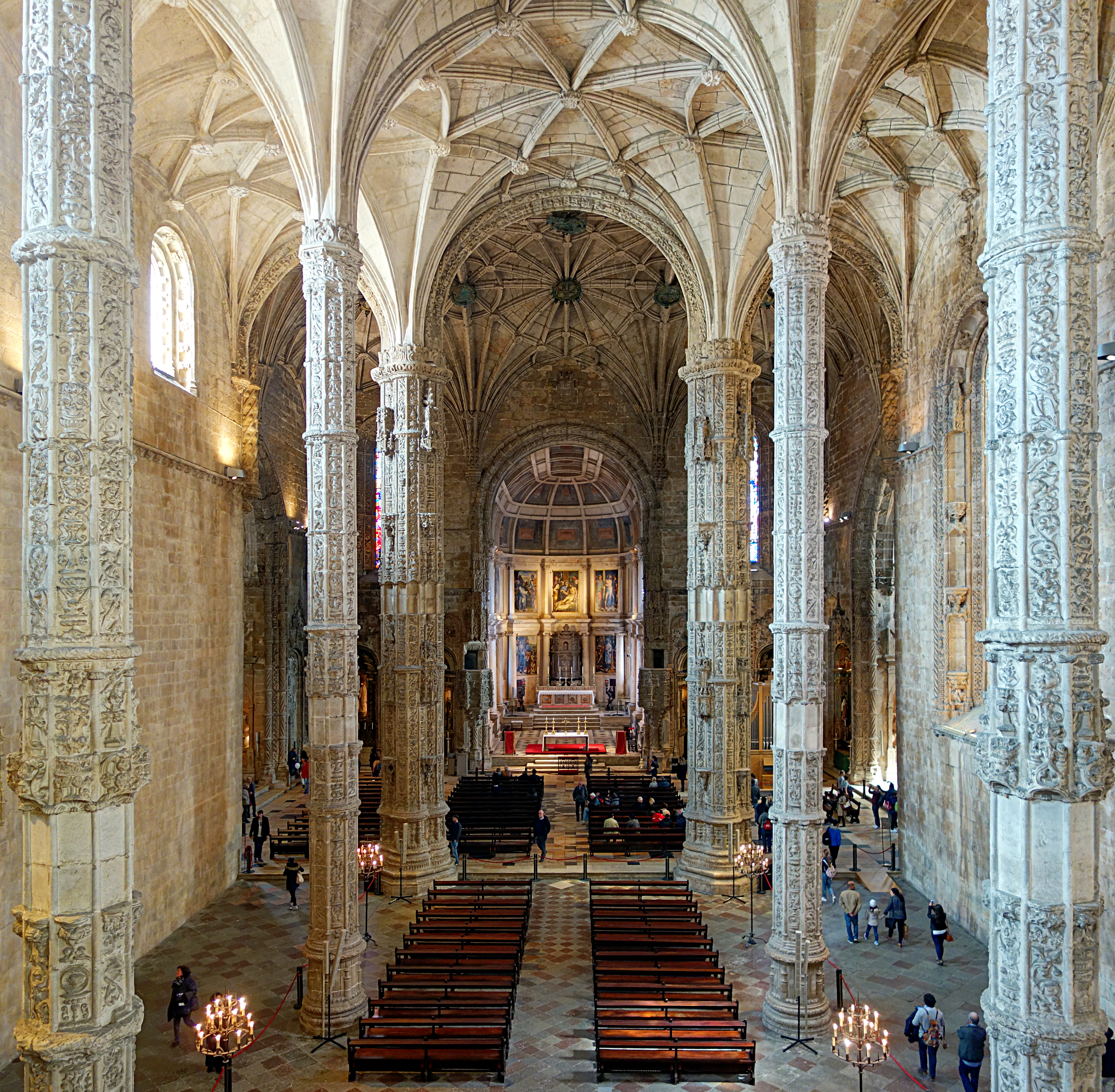
Interior da igreja, Mosteiro dos Jerónimos
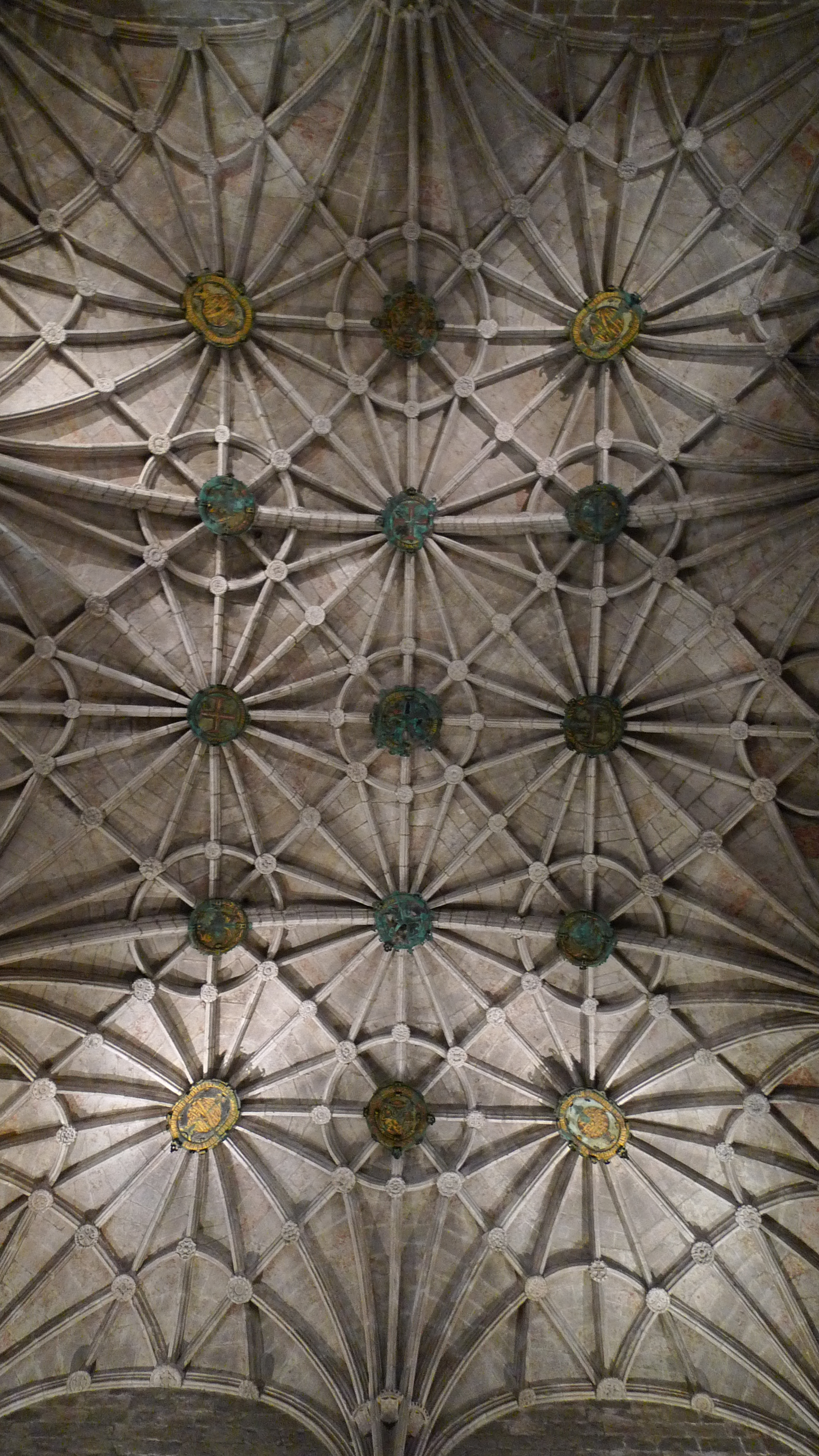
Abóbada do cruzeiro, Mosteiro dos Jerónimos
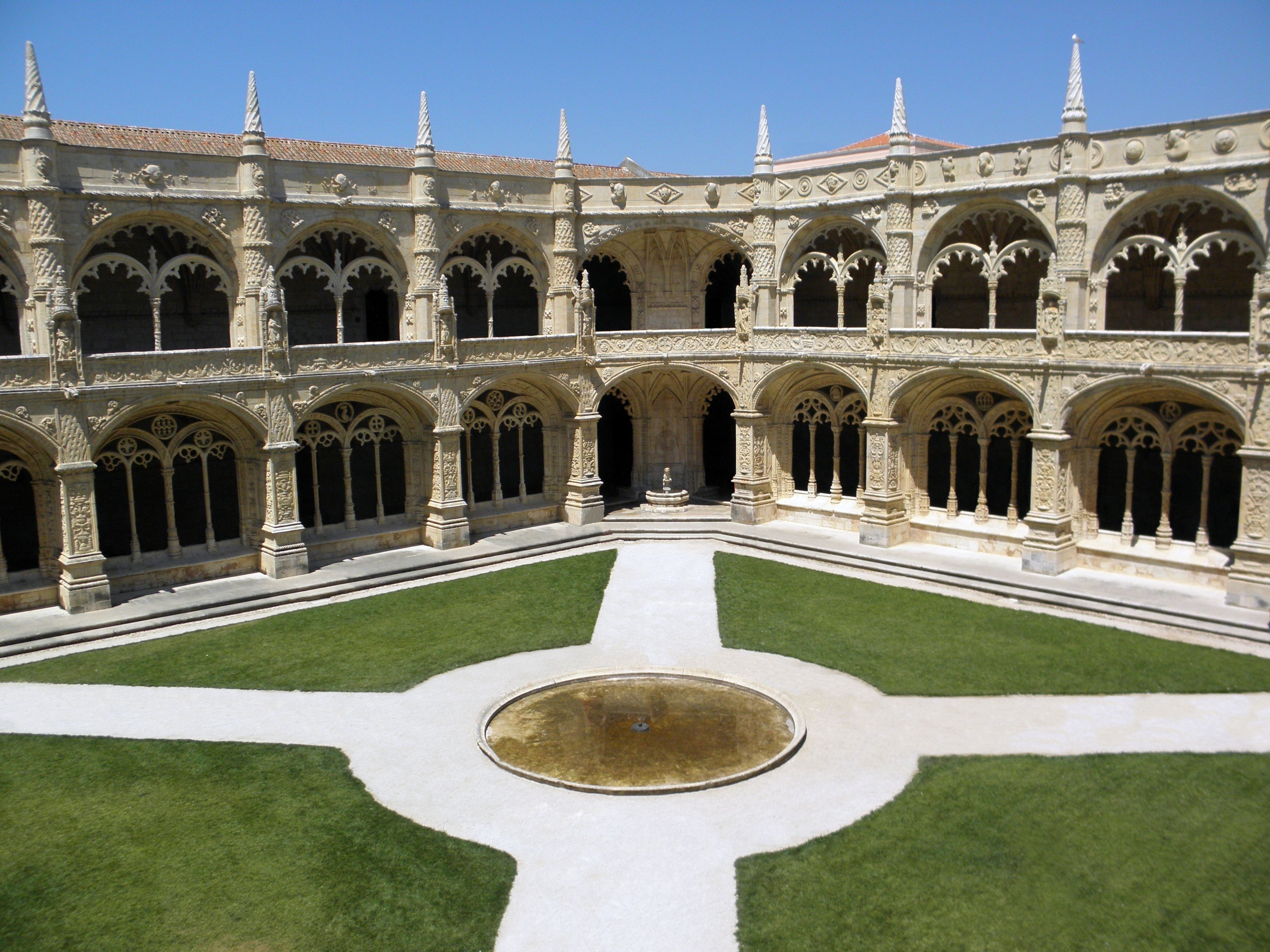
Claustro, Mosteiro dos Jerónimos
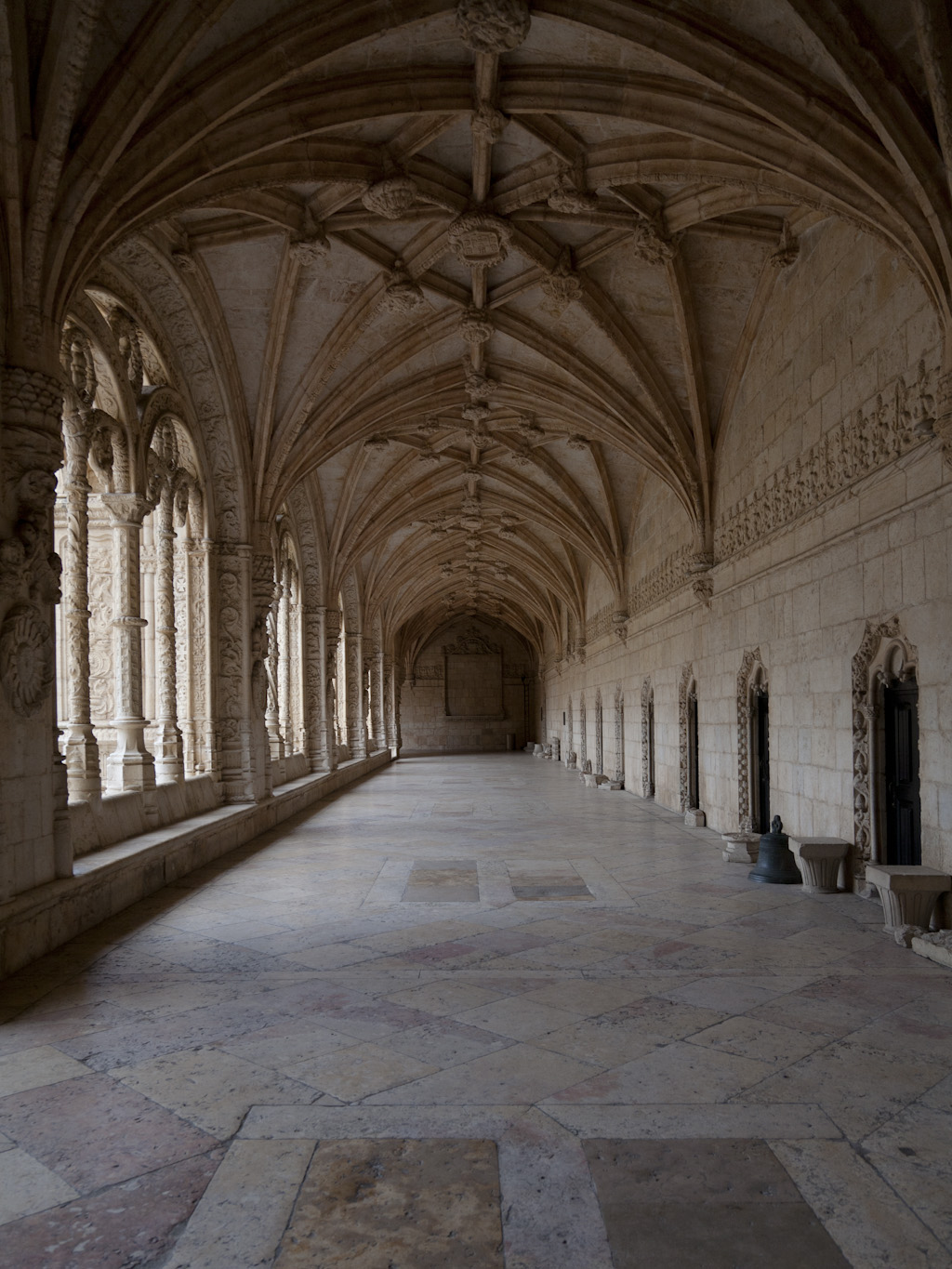
Claustro, Mosteiro dos Jerónimos
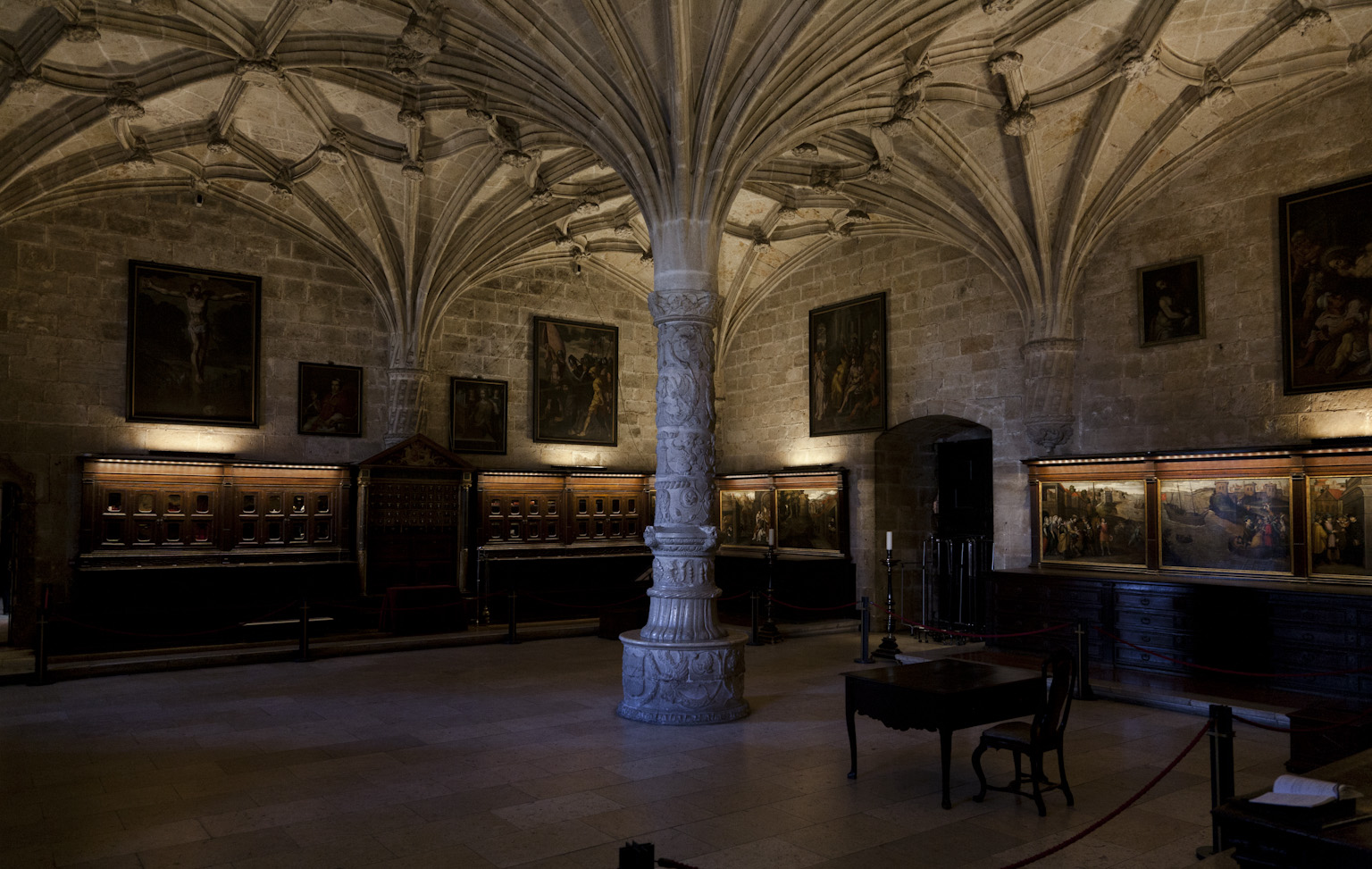
Sacristia, Mosteiro dos Jerónimos

Embora de menor escala do que o Portal Sul, o Portal Poente (ou axial) é a porta principal do Mosteiro dos Jerónimos, ocupando a posição fronteira ao altar-mor. Poderá ter sido projetado inicialmente por Diogo de Boitaca, sendo depois reformulado por João de Castilho, como pode depreender-se do cariz gótico de feição hispano-flamenga dos elementos arquiteturais. Foi executado por Nicolau Chanterene e sua companhia, tendo a mão do mestre francês ditado uma significativa inflexão estilística, com a introdução de motivos classicizantes renascentistas — o contacto com Chanterene ao longo destes anos terá dado um importante contributo para a futura adesão de Castilho ao novo idioma renascentista.
O claustro dos Jerónimos é o primeiro no seu género em Portugal, possuindo dois andares abobadados e uma planta quadrada, de cantos cortados, formando um octógono virtual. É considerado uma obra-prima da arquitetura mundial e foi construído em três campanhas sucessivas: projetado inicialmente por Diogo de Boitaca, sofreu adaptações muito significativas de João de Castilho e foi concluído por Diogo de Torralva. A campanha de João de Castilho deve ter-se iniciado com o claustro já em vias de execução (nomeadamente a construção das paredes), e envolveu a reconfiguração de diversos elementos, nomeadamente das pilastras exteriores (outrora de secção cilíndrica, foram envolvidas por pilastras de secção retangular, mais aptas a receber a decoração em relevo), abobadamento, etc.. O claustro faz uma síntese de géneros e estilos diversos, refletindo uma interpretação eficaz dos princípios do gótico tardio, do renascimento experimental, de caráter decorativo, e do renascimento maduro ou alto renascimento.
Anexos à igreja e ao claustro destaque-se a ampla sala da sacristia, de João de Castilho (1517-1520), cuja abóbada irradia de uma coluna central, e o refeitório, construído entre 1517 e 1518 pelo mestre Leonardo Vaz e seus oficiais. Com as suas abóbadas polinervadas e abatidas, estes espaços exemplificam claramente o gosto da época manuelina.

### C. 1529-1552

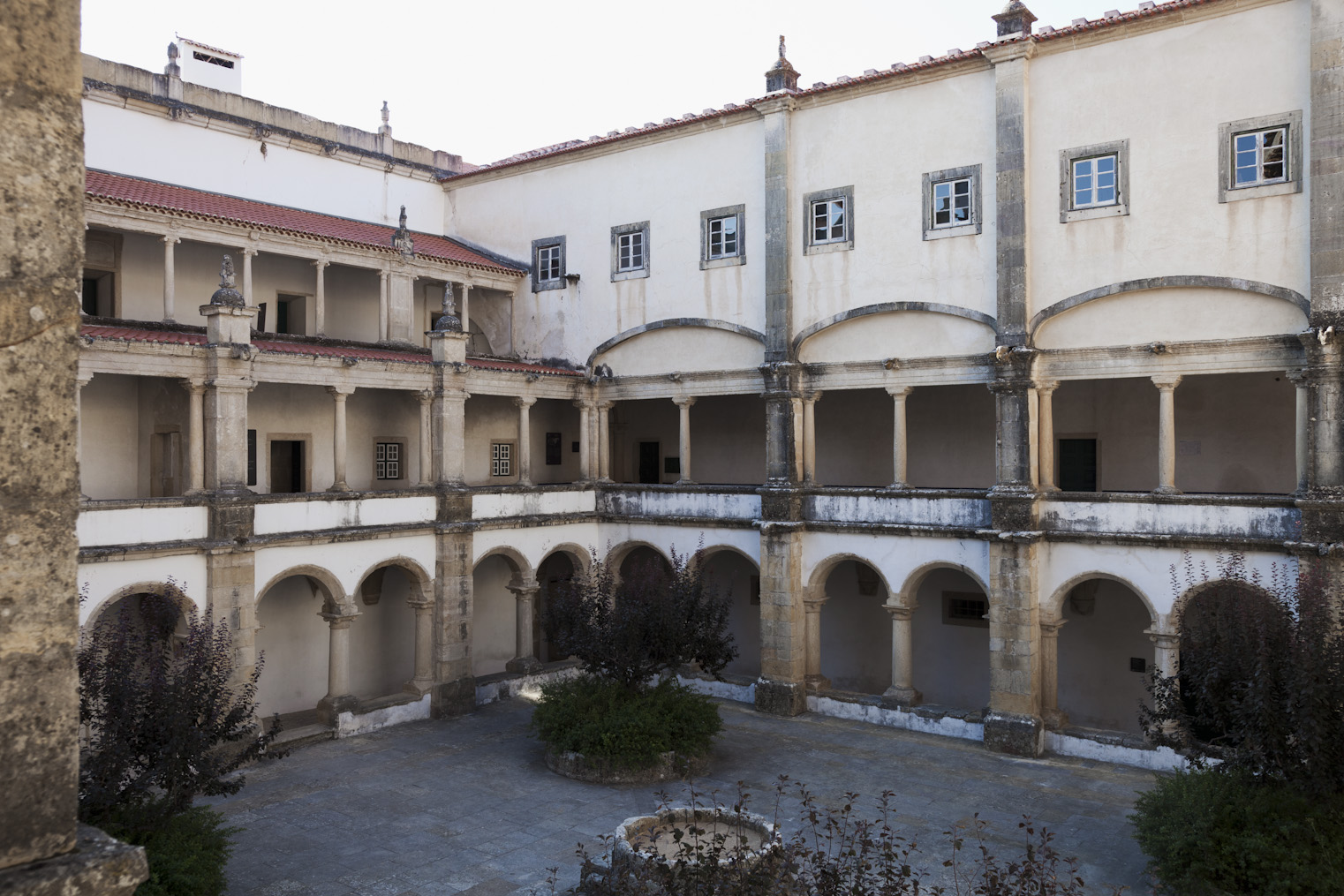
Claustro da Hospedaria, Convento de Cristo (fachadas oeste e norte)

Por volta de 1529 opera-se uma modificação radical na obra de João de Castilho que, como vimos, irá abandonar a herança gótico-manuelina e enveredar decisivamente por um idioma classicista, atento aos novos princípios de funcionalidade e de harmonia do renascimento italiano. As suas características de estilo nesta nova fase podem definir-se, de forma muito simplificada, pelas "típicas decorações em «regretas» cruzadas […], por uma progressiva austeridade de módulos decorativos […], pelas abóbadas de meio canhão ornadas de caixotões […], pelo tipo de coberturas achatadas de cruzaria de ogivas […] e pelos característicos capitéis de tipo «vermiforme»".
"A grande importância de João de Castilho no quadro da arquitetura portuguesa da Idade Moderna é que se lhe deve tributar, mais do que a qualquer outro dos «grandes mestres» de formação gótico-manuelina […] a descoberta, muito pessoal e humanizada, do «receituário» renascentista de Itália — fazendo, assim, uma espécie de contraponto com toda a sua precedente e abundantíssima produção". Sob o estímulo do eminente humanista jerónimo Frei António de Lisboa, informado das novas vias artísticas através do exemplo de escultores como Nicolau Chanterene (com o qual colaborara nos Jerónimos) e João de Ruão (que contacta nesse mesmo ano aquando da edificação da Igreja Matriz da Atalaia), conhecedor dos tratados arquitetónicos de Leon Battista Alberti e Diego de Sagredo ou da tradução dos livros de Vitrúvio por Cesare Cesariano, João de Castilho opera uma completa inversão de estradas e demonstra um solidificado conhecimento do modo italiano de construir (para o que poderá ter contribuído, ainda, uma possível viagem a Nápoles, de que não existe documentação comprovativa da época). A sua monumental obra-prima desta segunda fase de carreira será realizada durante mais de vinte anos (c. 1532–1552), dedicados à reconfiguração e ampliação do Convento de Cristo, em Tomar, onde a visão sobrecarregada do manuelino cede o lugar a "superfícies planas e recortadas de grande clareza, com sistemas colunários e capitéis de inspiração clássica. Pura arquitetura de vanguarda", nas palavras de Paulo Pereira.

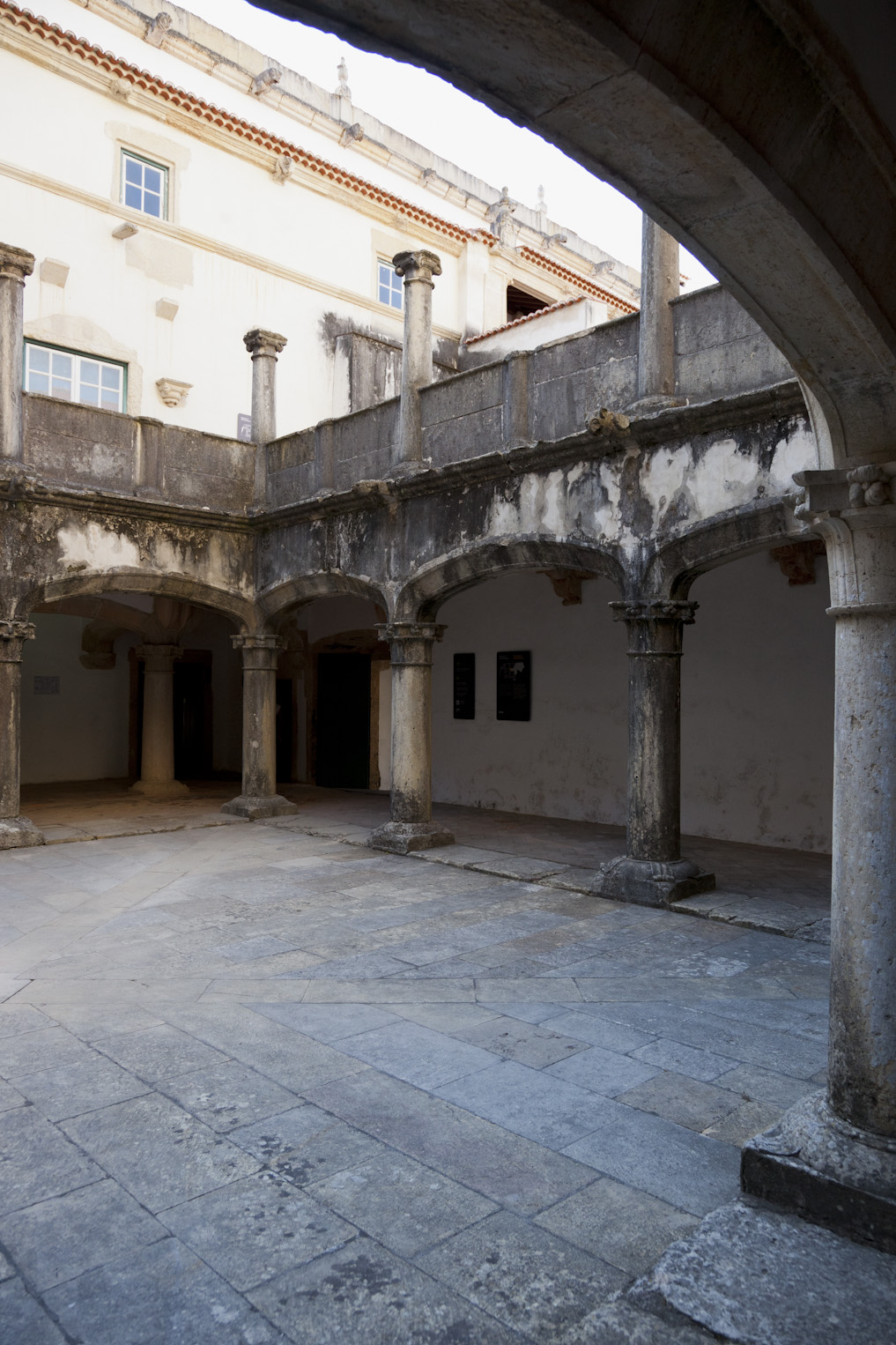
Claustro de Santa Bárbara, Convento de Cristo
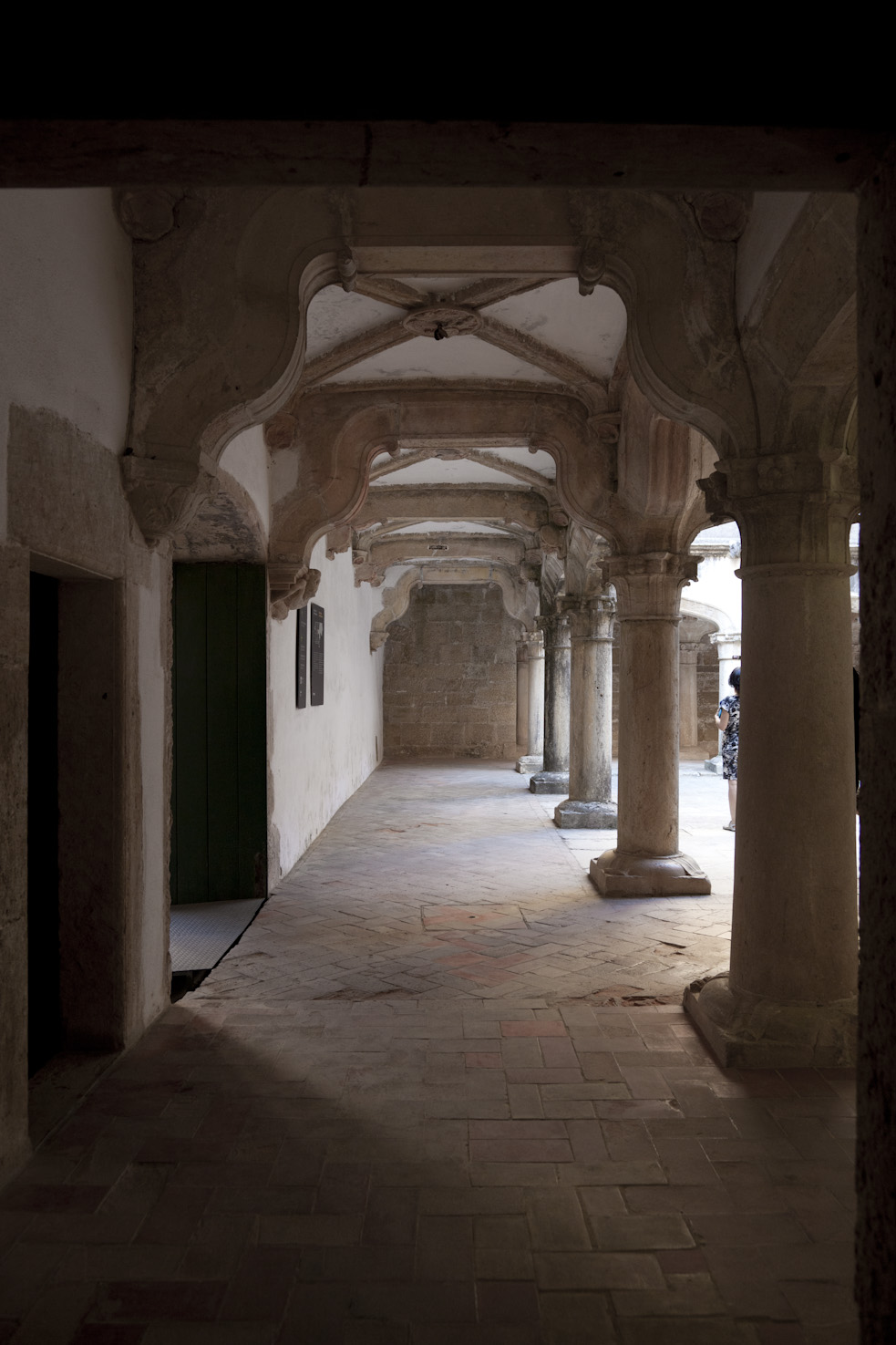
Claustro de Santa Bárbara, Convento de Cristo
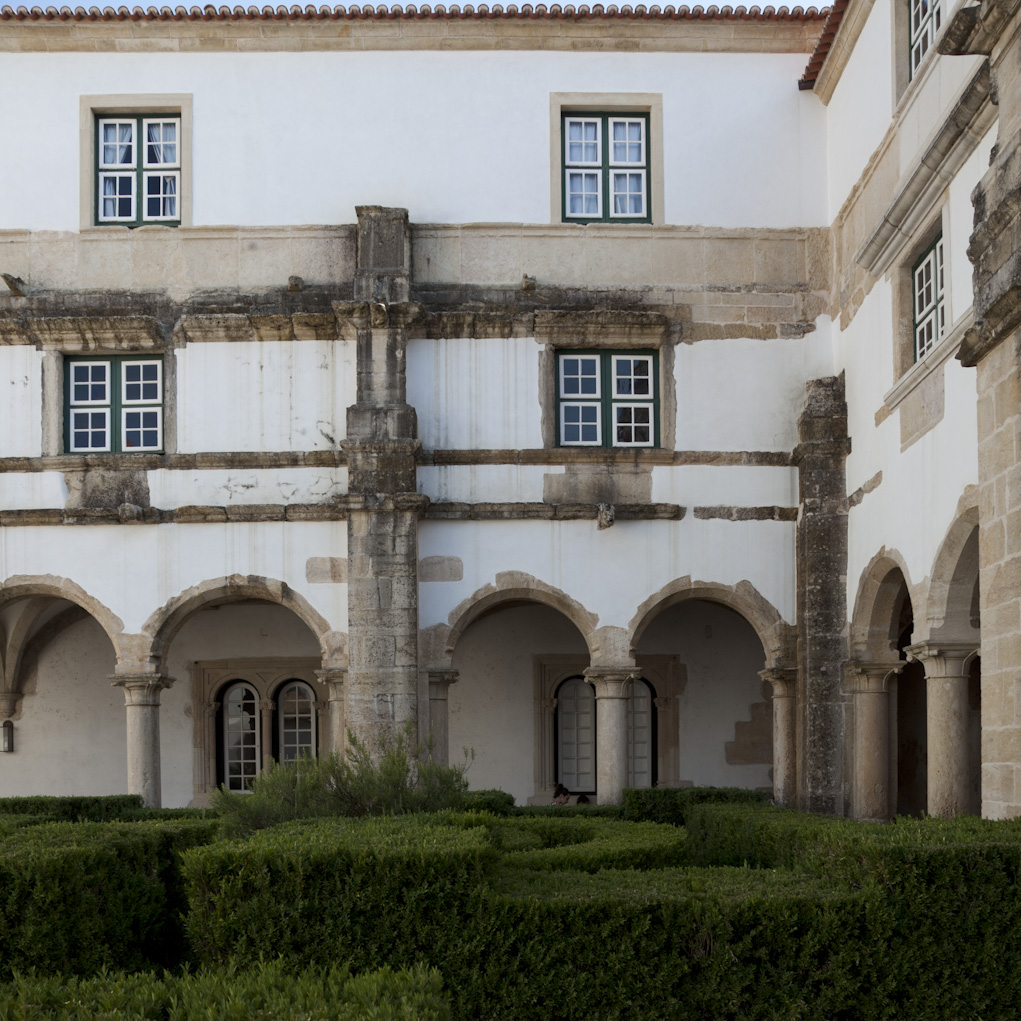
Claustro dos Corvos, Convento de Cristo
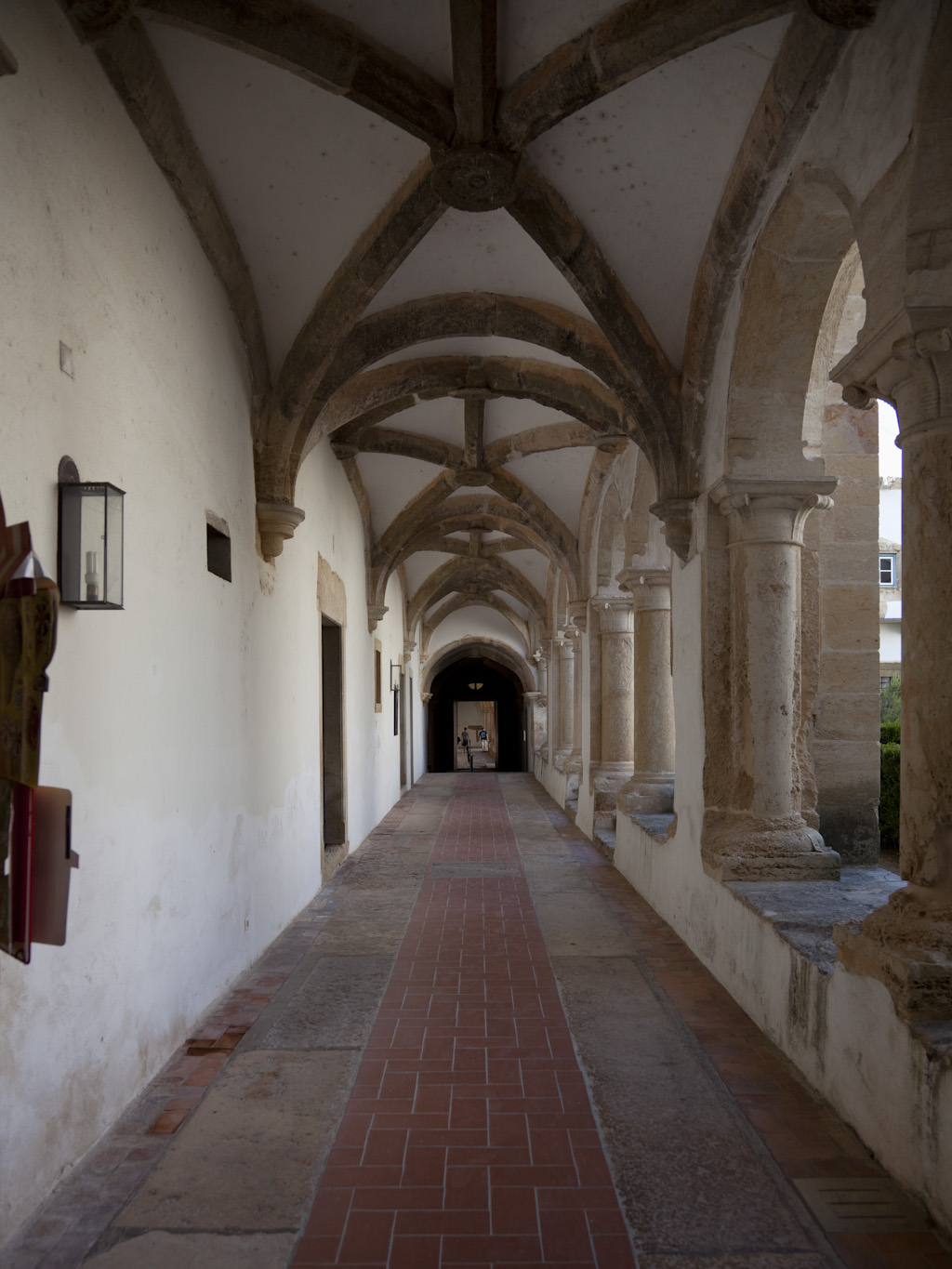
Claustro dos Corvos, Convento de Cristo
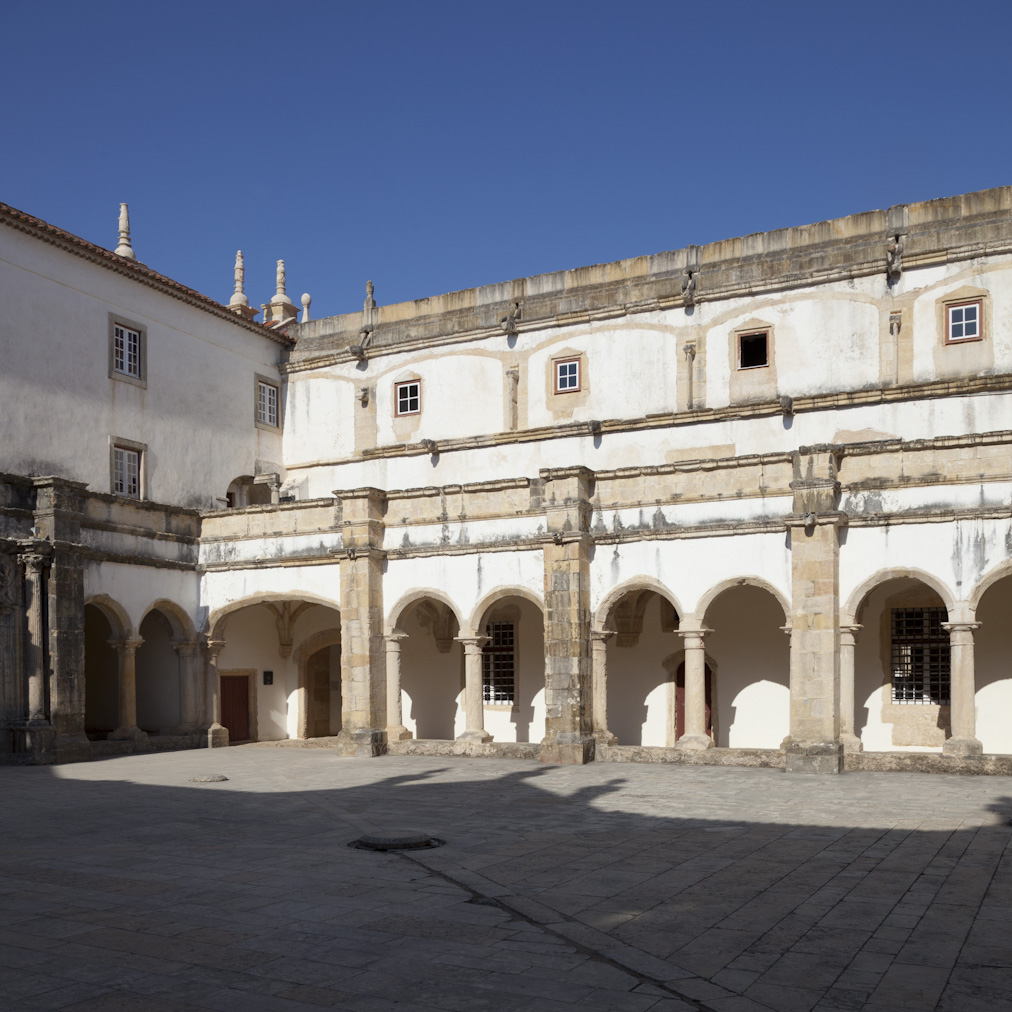
Claustro da Micha, Convento de Cristo
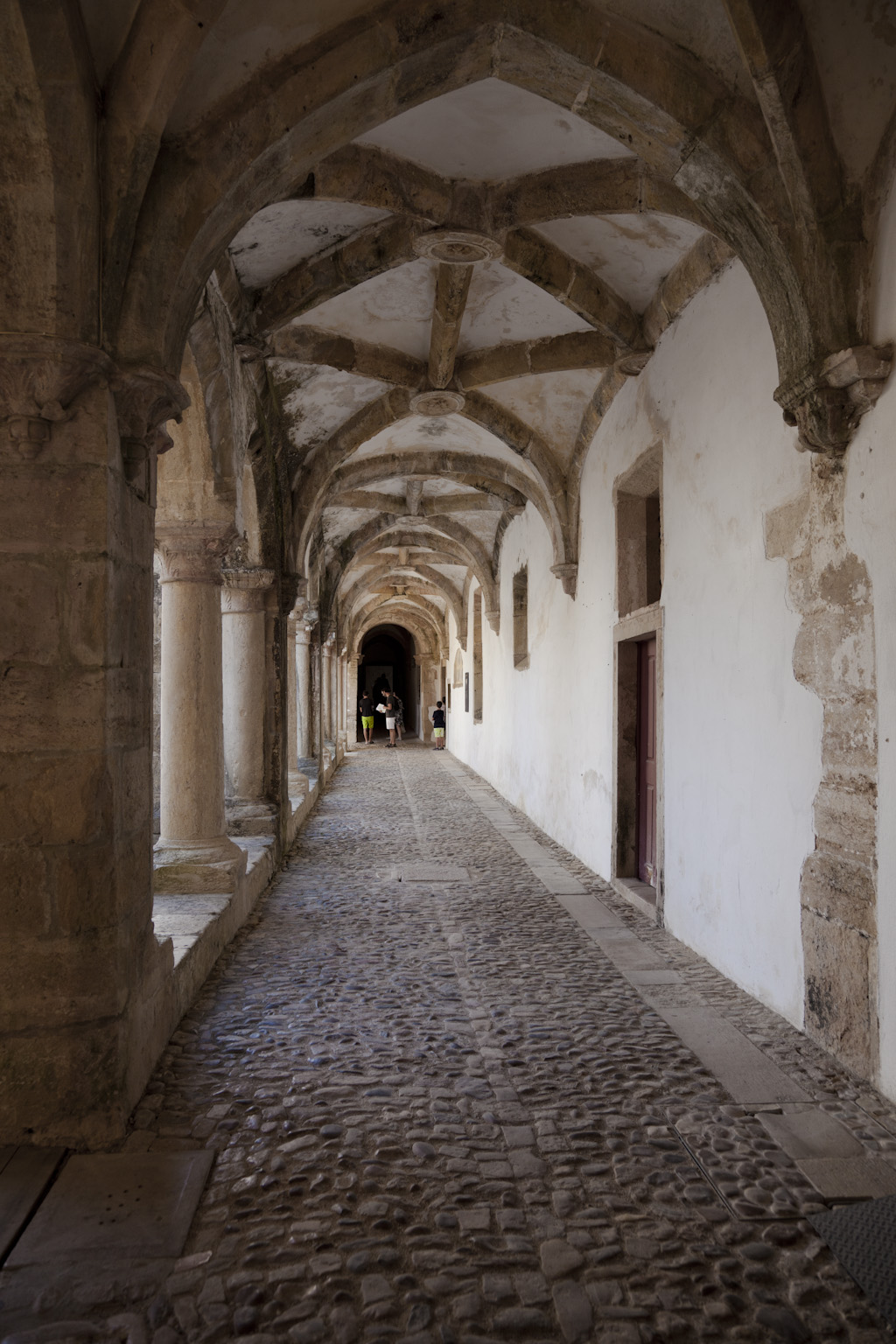
Claustro da Micha, Convento de Cristo
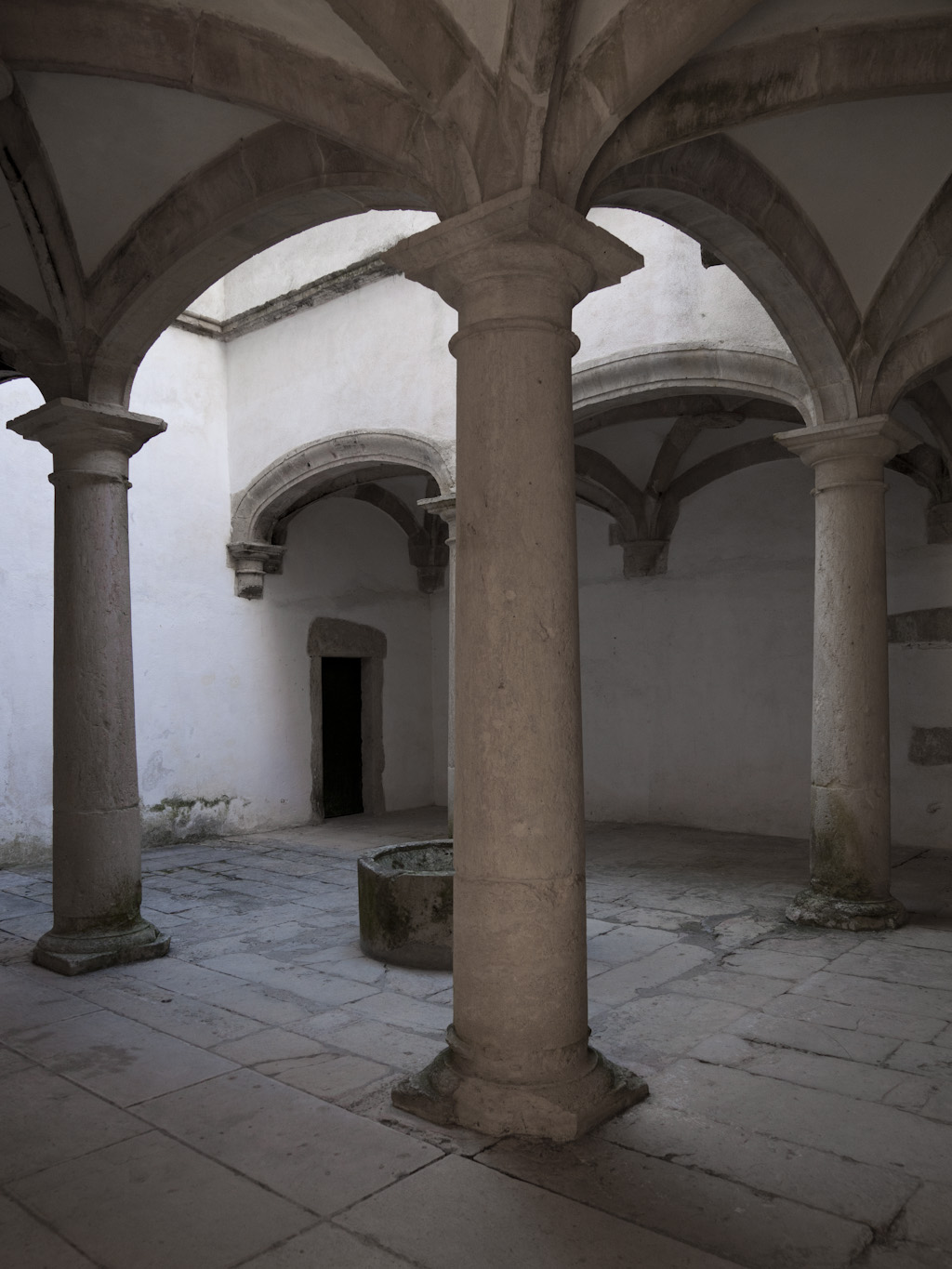
Claustro das Necessárias, Convento de Cristo

O programa resultou na edificação de um vasto conjunto arquitetónico, que veio somar-se às construções medievais e manuelinas, "mediante uma visão moderna e funcional sem precedentes". Aproveitando os desníveis do próprio terreno de implantação, toda a estrutura foi organizada em andares, ligados por uma inteligente rede de escadas capaz de conferir ao conjunto uma intercomunicabilidade extremamente funcional. A disposição global obedeceu a um conceito racional, configurando um grande quadrilátero organizado em torno de dois corredores em cruz, que articulam quatro claustros principais: o Claustro Grande (ou de D. João III), o Claustro da Hospedaria, o Claustro dos Corvos e o Claustro da Micha. Um quinto Claustro, de dimensões mais modestas, o Claustro de Santa Bárbara, ocupou o espaço intermédio, de transição entre as antigas e as novas edificações e terá sido o primeiro a ser construído (c. 1531–1532); aqui, Castilho utilizou já sintagmas clássicos, propondo desde logo um corte com o manuelino, híper-decorado e denso (note-se que a cobertura da galeria do primeiro piso foi removida no século XIX, com o intuito de valorizar a vista exterior da famosa janela manuelina). Por último, assinale-se o pequeno Claustro das Necessárias, destinado em exclusivo ao saneamento.

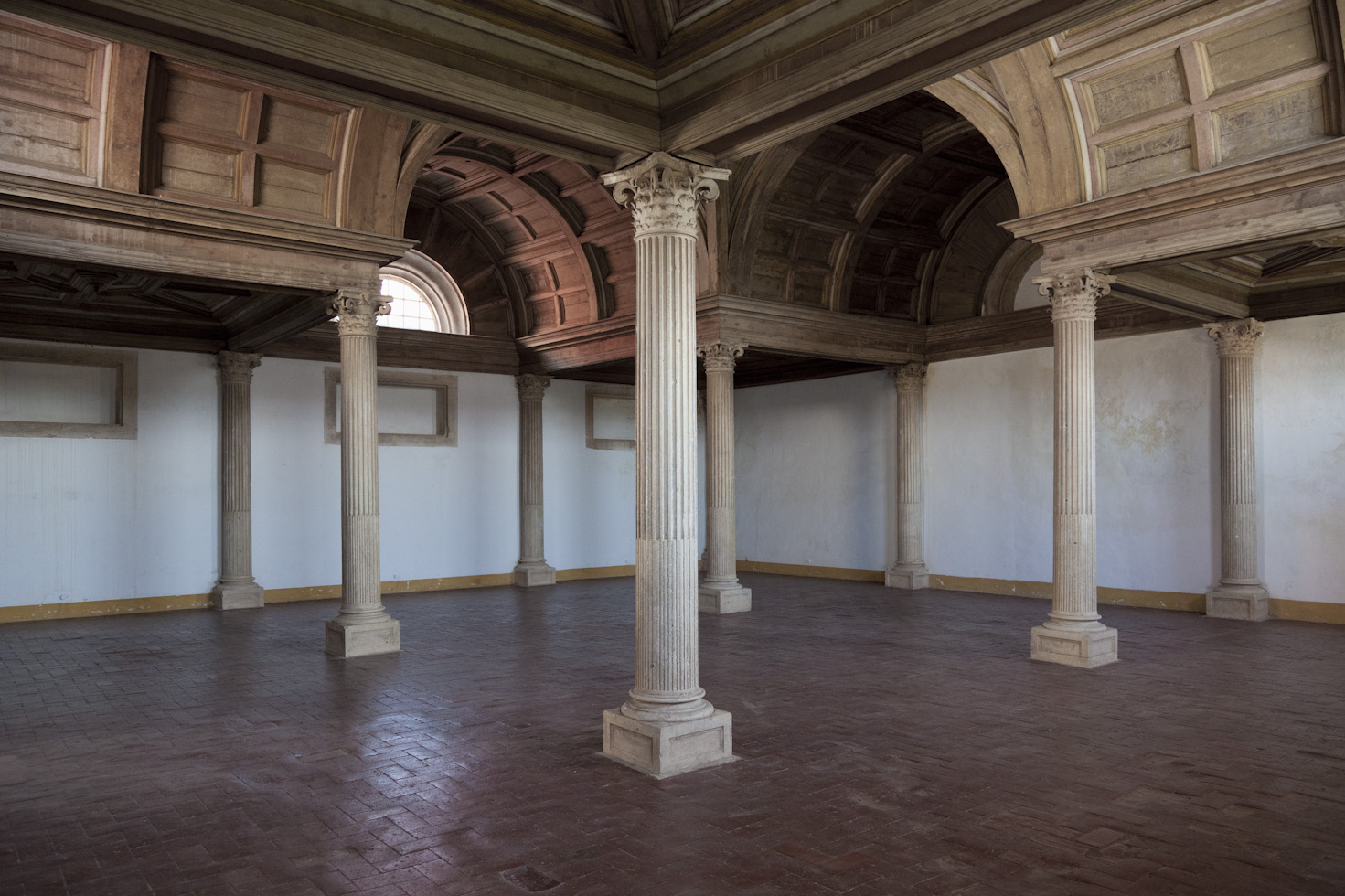
Capela do Noviciado, Convento de Cristo

O Claustro Grande original — ou Claustro de D. João III —, foi quase integralmente desmontado depois da morte de Castilho, sendo substituído pela notável versão maneirista de Diogo de Torralva. O Claustro da Hospedaria destinava-se, pelo seu lado, a acolher os visitantes do convento e apresenta, por isso, um aspeto nobre, preservando um conjunto de traços idênticos ao que deverá ter sido o Claustro Grande castilhiano; a sua configuração fixou o modelo para a ulterior arquitetura de claustros, nomeadamente a dos Colégios Universitários de Coimbra, de Diogo de Castilho. Contrafortes de secção quadrangular, a toda a altura do claustro, ritmam os seus alçados. Cobertas por abóbadas de nervuras, as galerias do piso térreo são constituídas por quatro tramos, com dupla arcada de volta perfeita assente em colunas com amplos capiteis; o primeiro piso é coberto por travejamento de madeira com caixotões, sendo formado por uma arquitrave assente, ao centro, numa coluna jónica; o lado oeste do claustro dispõe de um piso adicional, solucionado de forma idêntica ao primeiro piso. O equilíbrio formal deste claustro foi seriamente perturbado pela posterior demolição, a sul, da galeria do primeiro piso (por razões idênticas às que ditaram a amputação do Claustro de Santa Bárbara), e pela construção, a norte, do deselegante Novo Dormitório, que distorce o equilíbrio dessa fachada. Os Claustros dos Corvos e da Micha organizam-se de forma basicamente semelhante ao da Hospedaria, embora apresentem uma escala menos ampla e um nível de acabamento mais simples, visto tratar-se de áreas funcionais diversas, destinadas ao noviciado e à assistência.
Os longos corredores do piso superior dos dormitórios, com a sua arquitetura límpida e despojada, são cobertos por extensas abóbadas de berço com caixotões em madeira de carvalho e constituem outro elemento classicista. No local onde se cruzam forma-se o Cruzeiro propriamente dito, "interessante peça arquitetónica, projetada por Castilho com a assistência de Pedro Algorreta, coberta por lanternim, que quebra a sobriedade do conjunto, com a sua cúpula em «barrete de clérigo» […] e decoração em relevo (guirlandas, putti)". A sala do refeitório é coberta por uma abóbada de canhão, assente numa cornija contínua e com caixotões delimitados por nervuras em pedraria, de secção quadrangular e configuração clássica. Dois púlpitos, localizados frente a frente nas paredes mais longas, exibem motivos simbólicos renascentistas.

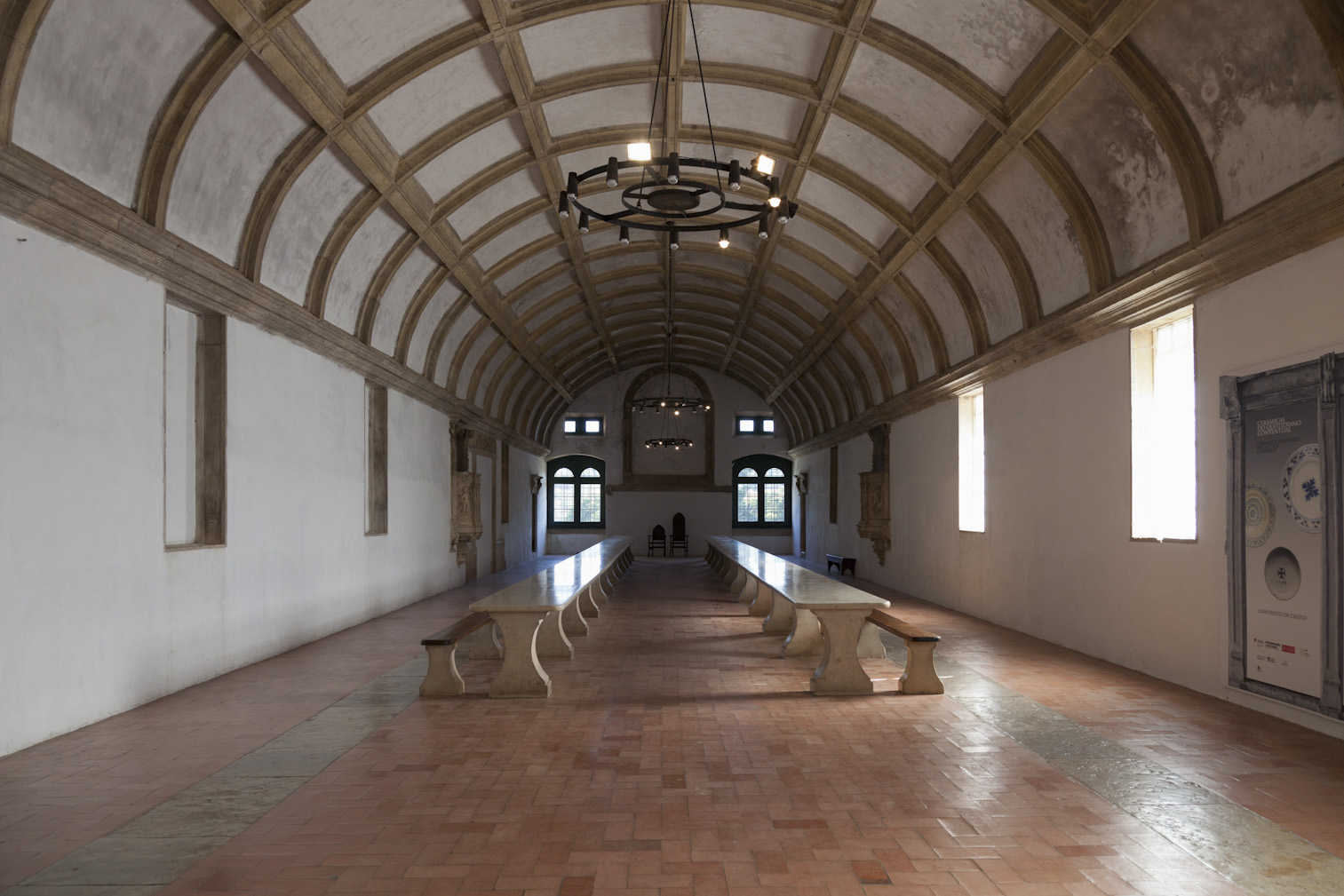
Refeitório, Convento de Cristo
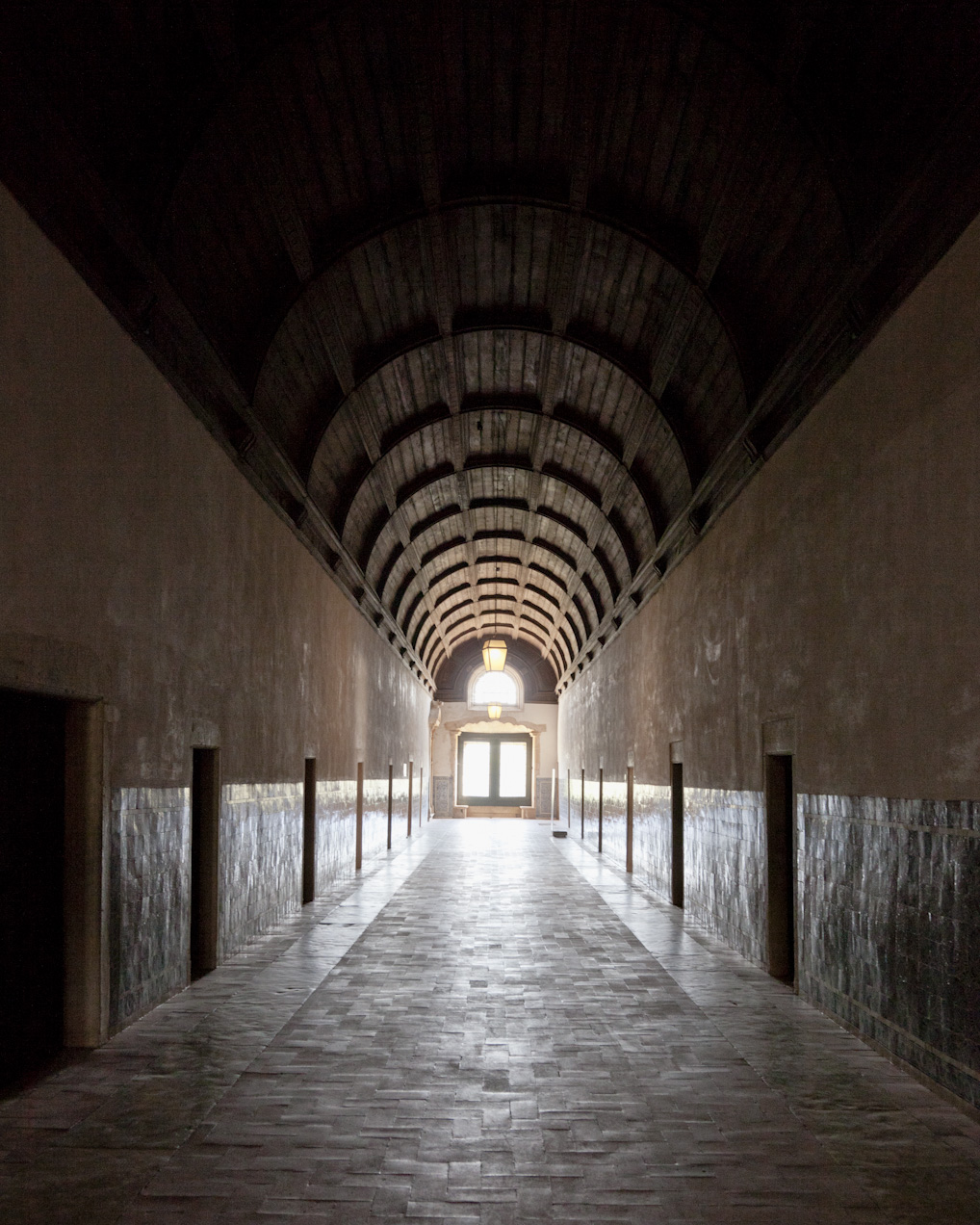
Dormitório, Convento de Cristo
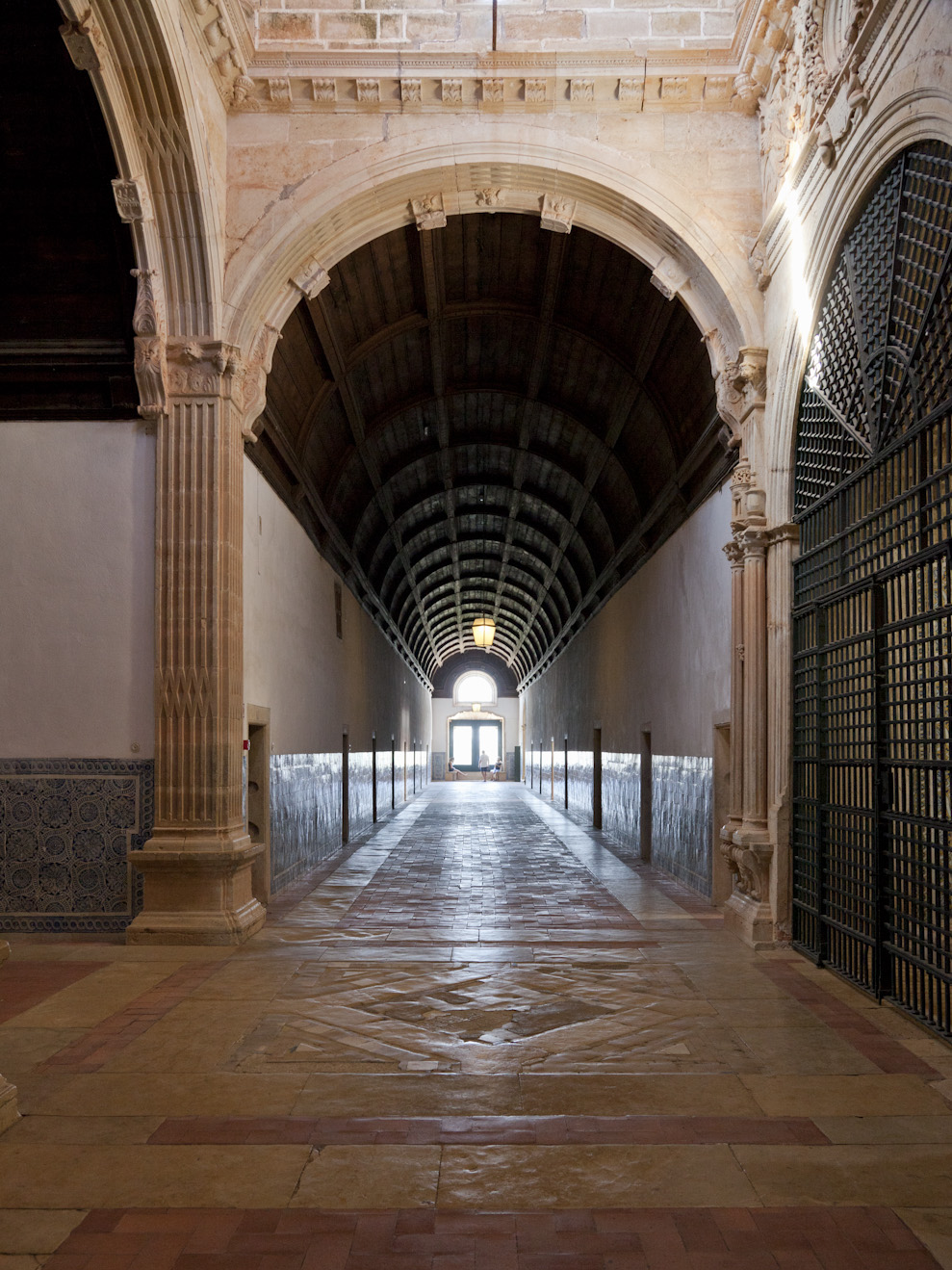
Cruzeiro (corredores do dormitório), Convento de Cristo
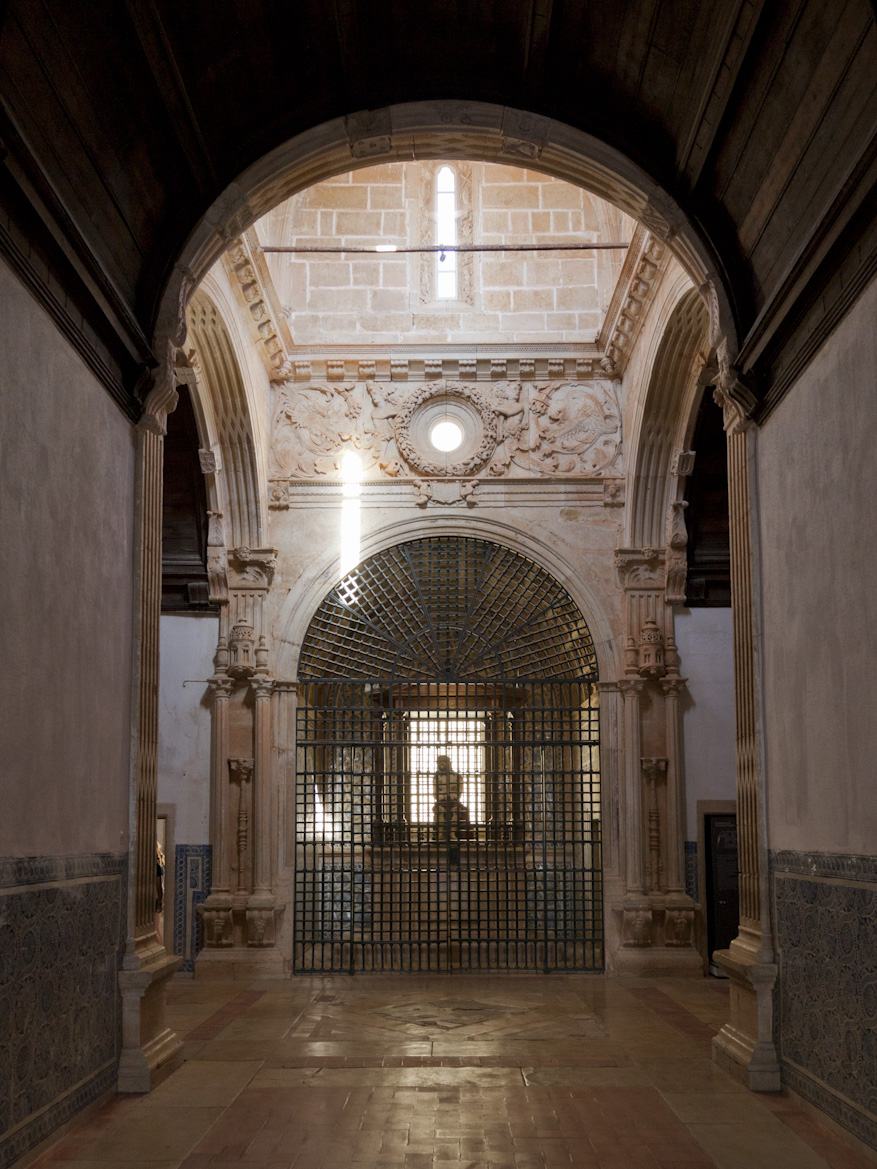
Cruzeiro (corredores do dormitório), Convento de Cristo
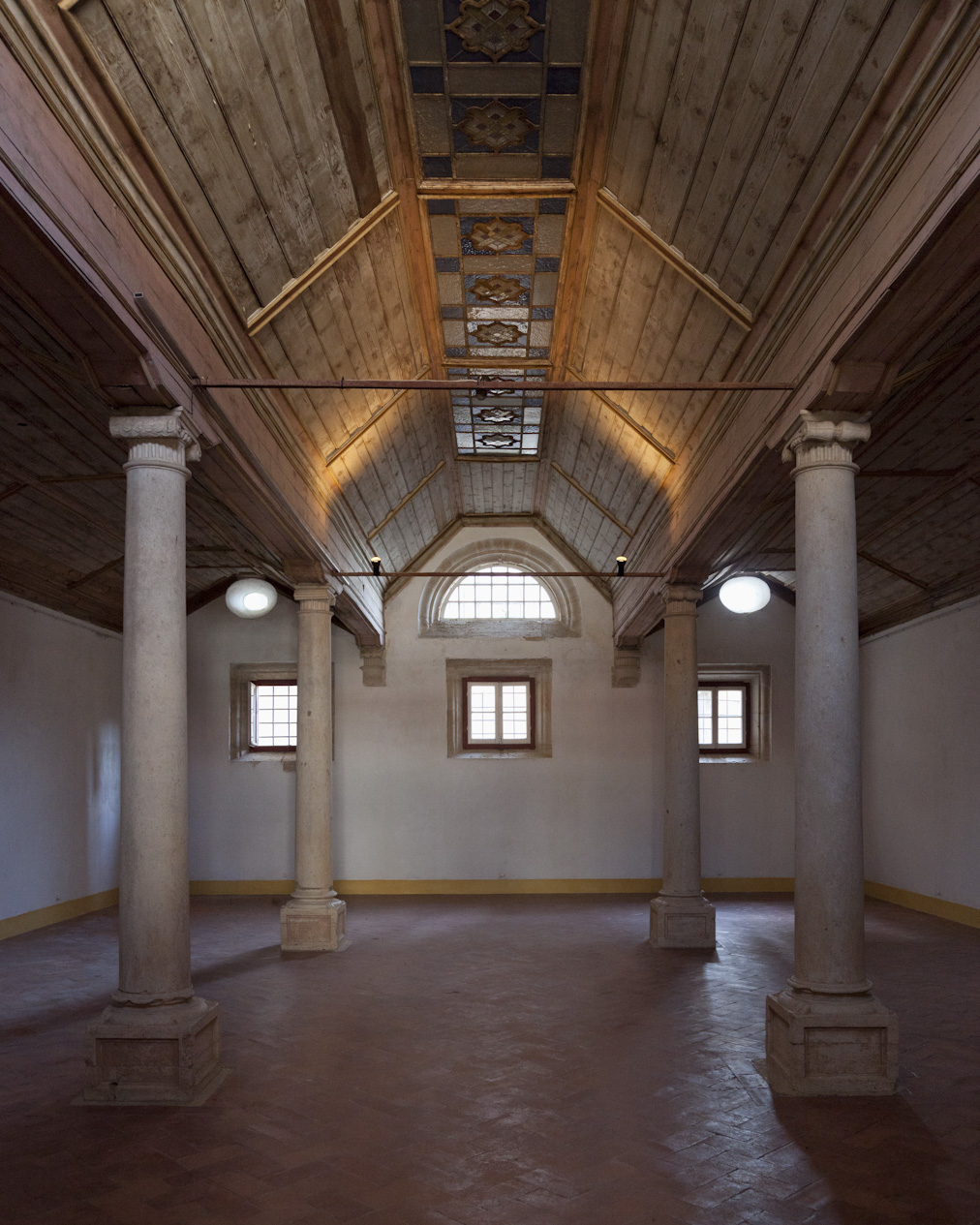
Noviciado (dormitório), Convento de Cristo

No primeiro piso do claustro da Micha destaca-se, a poente, a sequência de três salas do noviciado. Em cada uma delas Castilho procurou emular a sala hipostila de Vitrúvio, ensaiando nas duas primeiras (destinadas a dormitório dos noviços), um espaço arquitravado, com cobertura em madeira, suportado por quatro colunas centrais com capiteis jónicos. Finalmente, na sala quadrada, que remata este piso — a Capela do Noviciado ou Dos Reis Magos —, "o arquiteto construiu uma das obras-primas renascentistas portuguesas." A cobertura da sala é formada pelo cruzamento de duas abóbadas de canhão em madeira (com caixotões), suportadas por arquitraves assentes sobre colunas coríntias com capiteis compósitos, encontrando-se as quatro centrais perfeitamente destacadas e as restantes doze adossadas às paredes limítrofes.

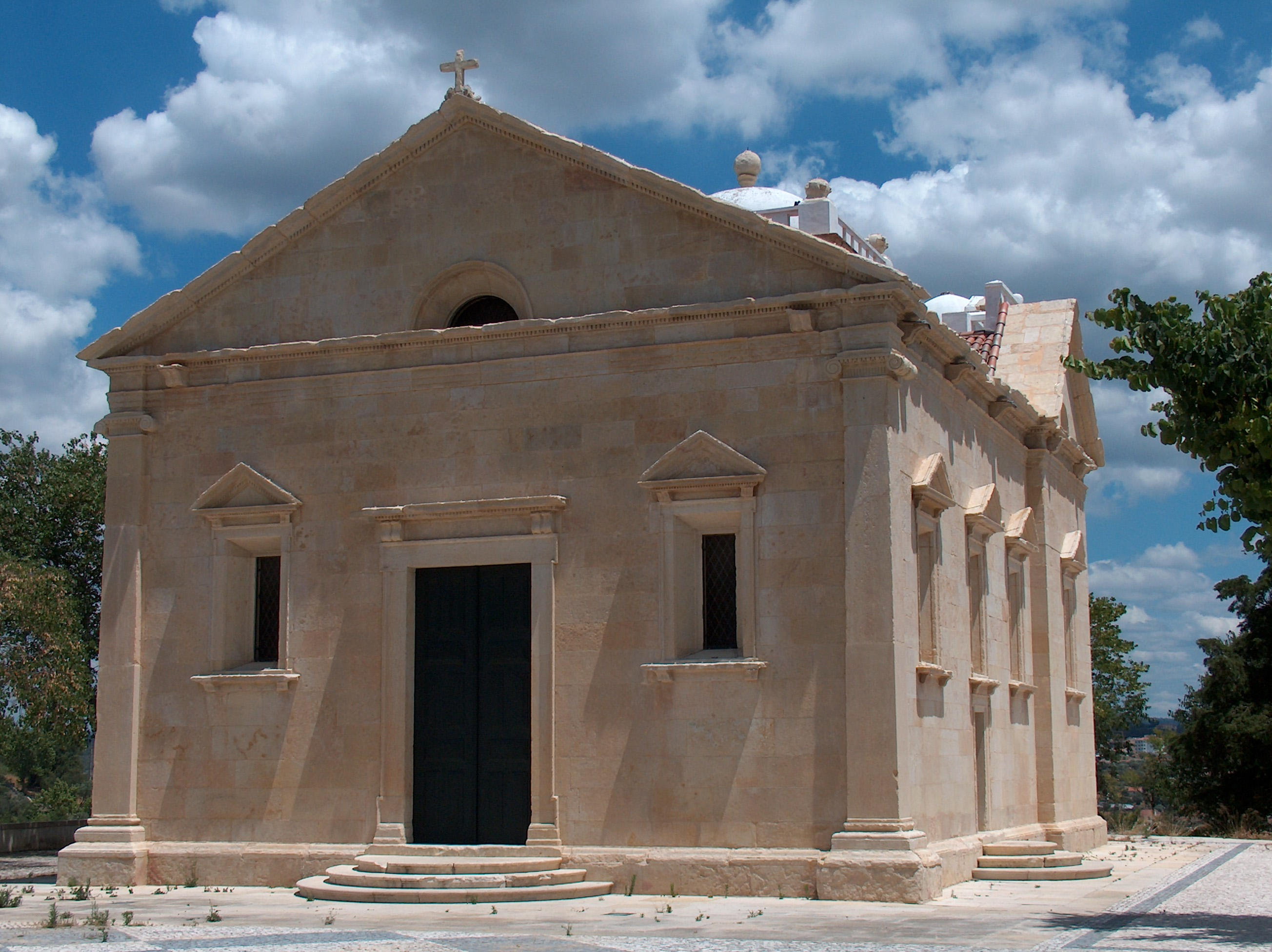
Ermida de Nossa Senhora da Conceição, Tomar
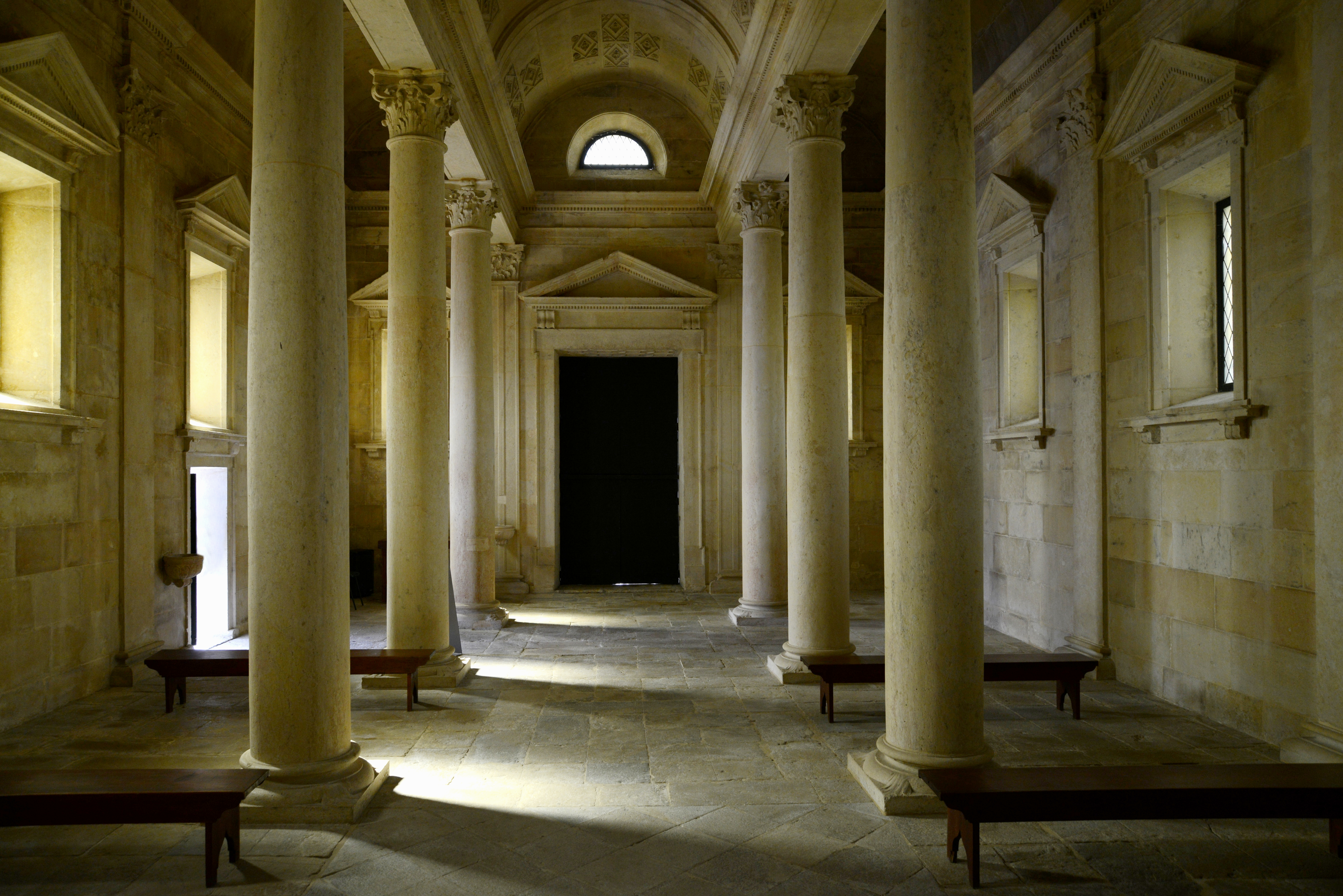
Interior da Ermida de N. S. da Conceição
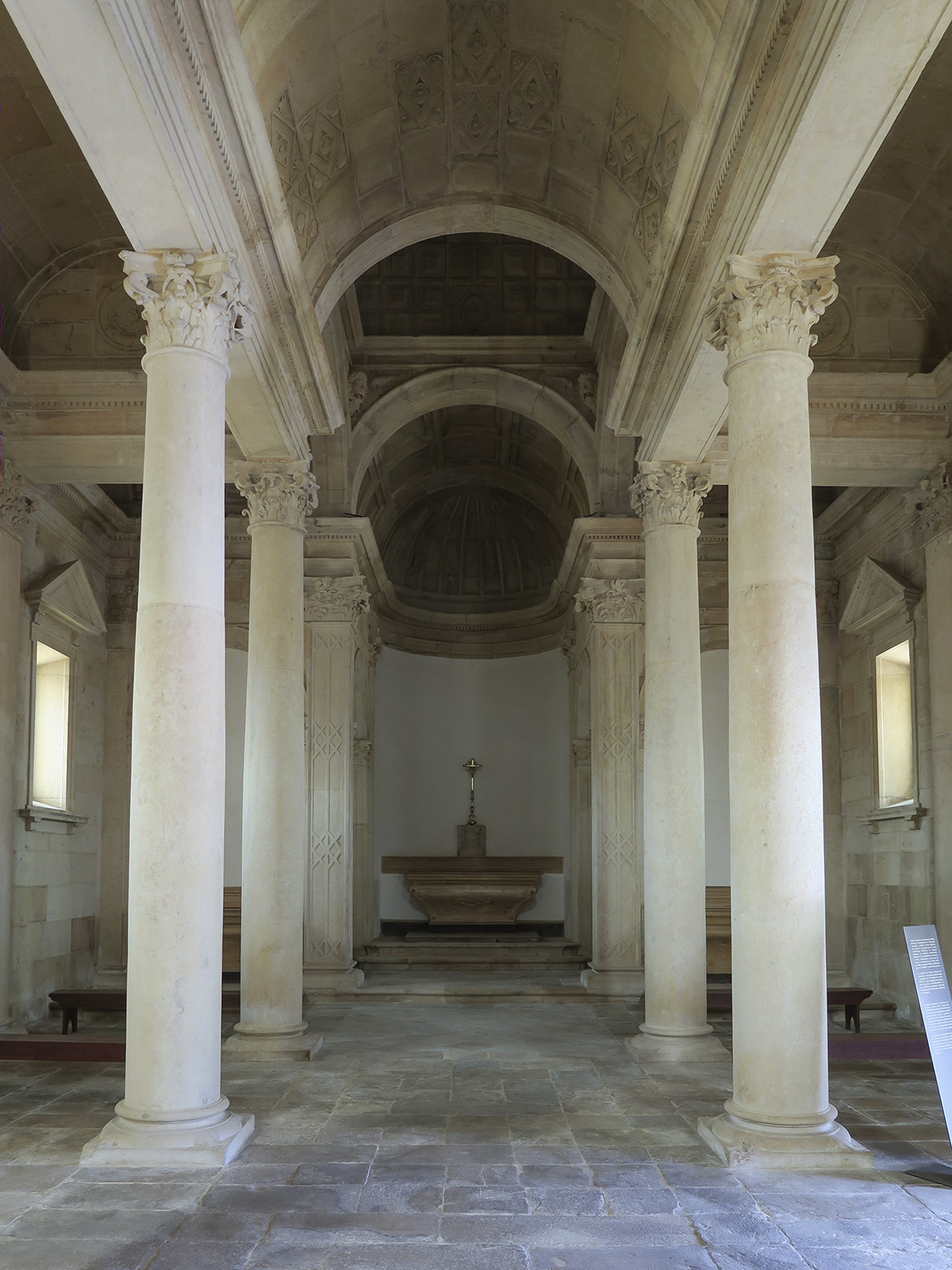
Interior da Ermida de N. S. da Conceição

Na Capela do Noviciado observa-se com clareza a formação do conceito de espaço, no sentido moderno, "o da organização de volumes e de módulos, para formar um sistema harmónico". Uma solução em tudo idêntica, embora em pedra, surgiria pouco depois na magnífica Ermida de Nossa Senhora da Conceição (Tomar), que Castilho não teria oportunidade de concluir, sendo terminada depois da sua morte por Diogo de Torralva. "A ermida pode ser considerada, justamente, uma das joias do renascimento europeu. A sua intrigante perfeição, especialmente no interior, [de Castilho] de uma harmonia ímpar na arquitetura portuguesa e peninsular, faz dela um verdadeiro exemplo da linguagem renascentista na arquitetura".

### Plantas de localização, Convento de Cristo

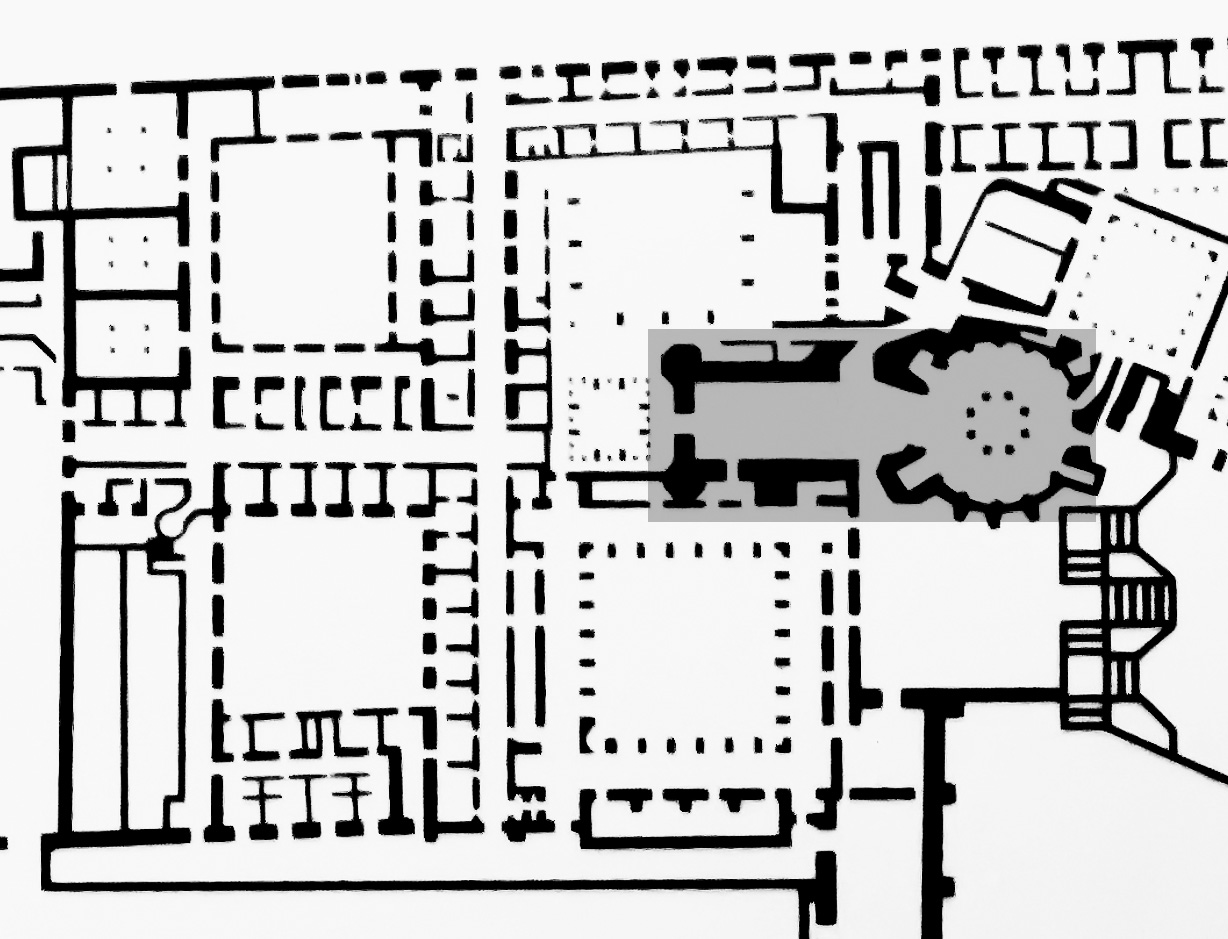
Igreja manuelina e Charola
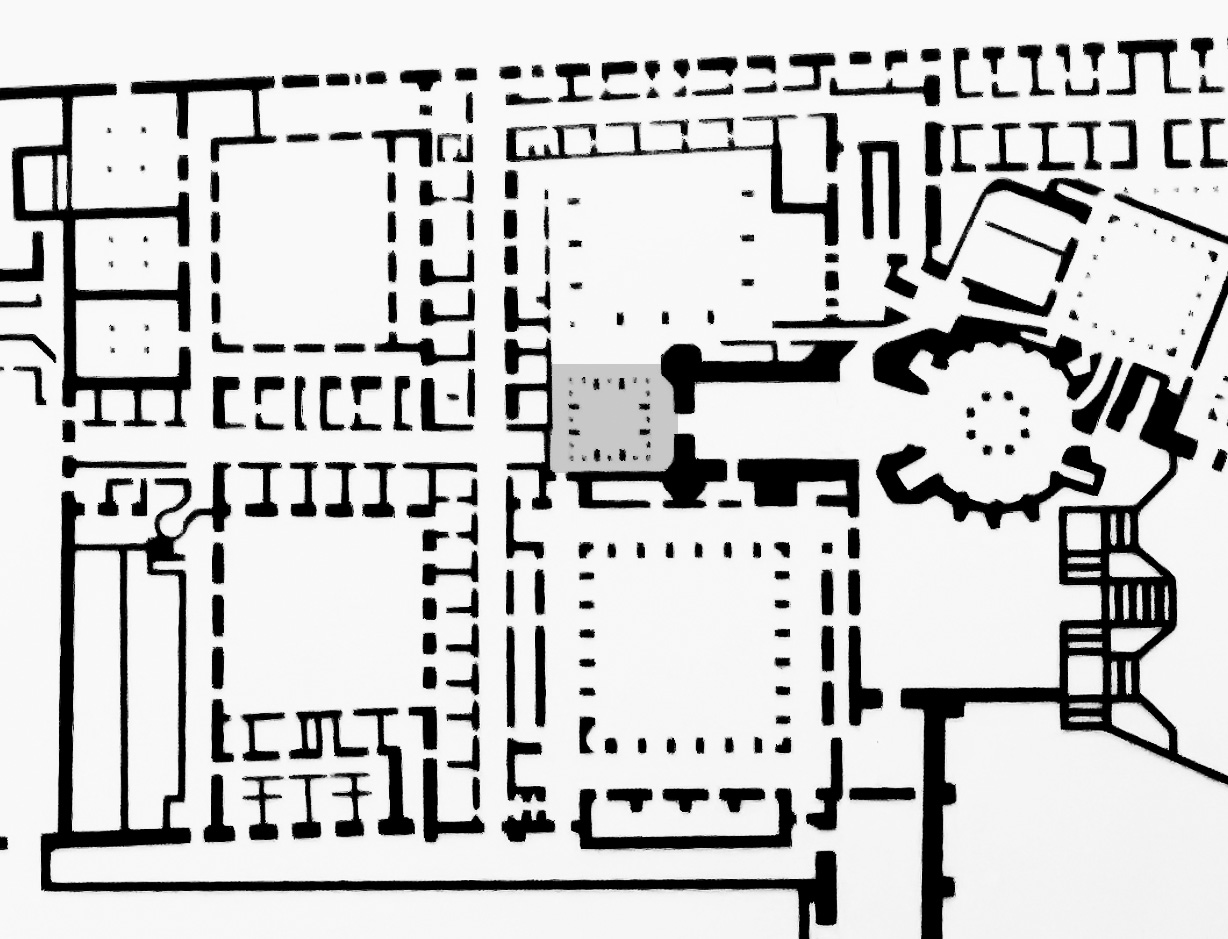
Claustro de Santa Bárbara
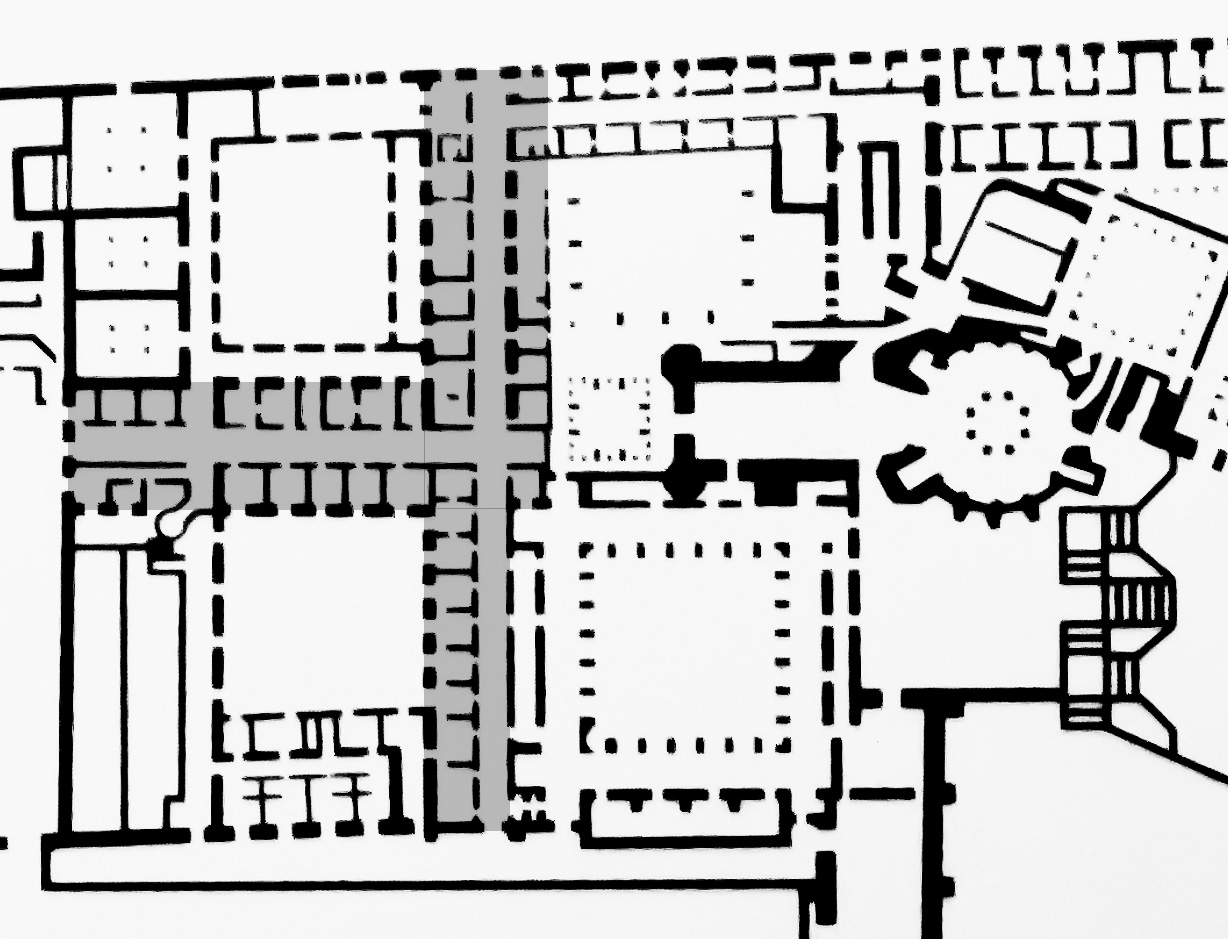
Corredores do dormitório e Cruzeiro
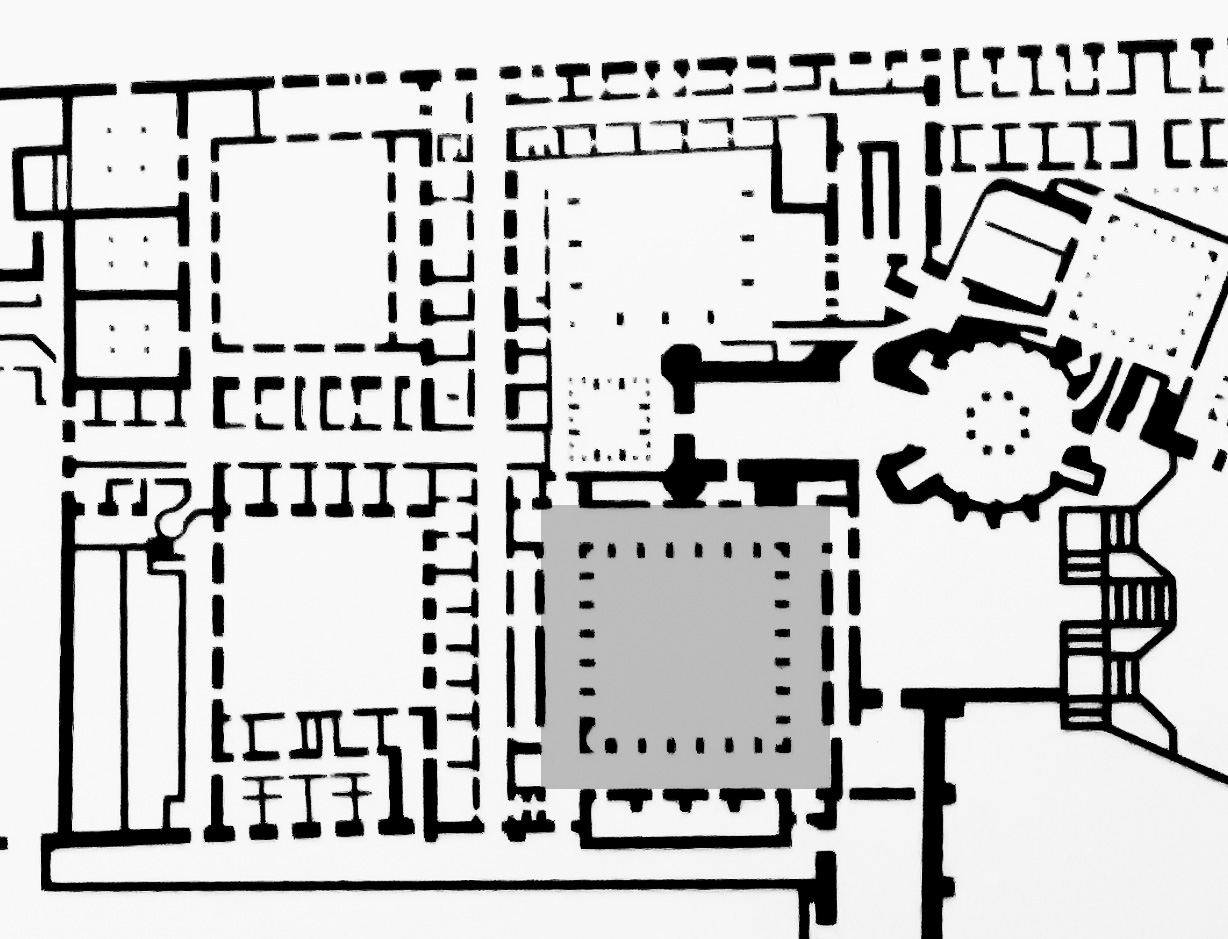
Claustro Grande ou Claustro de D. João III
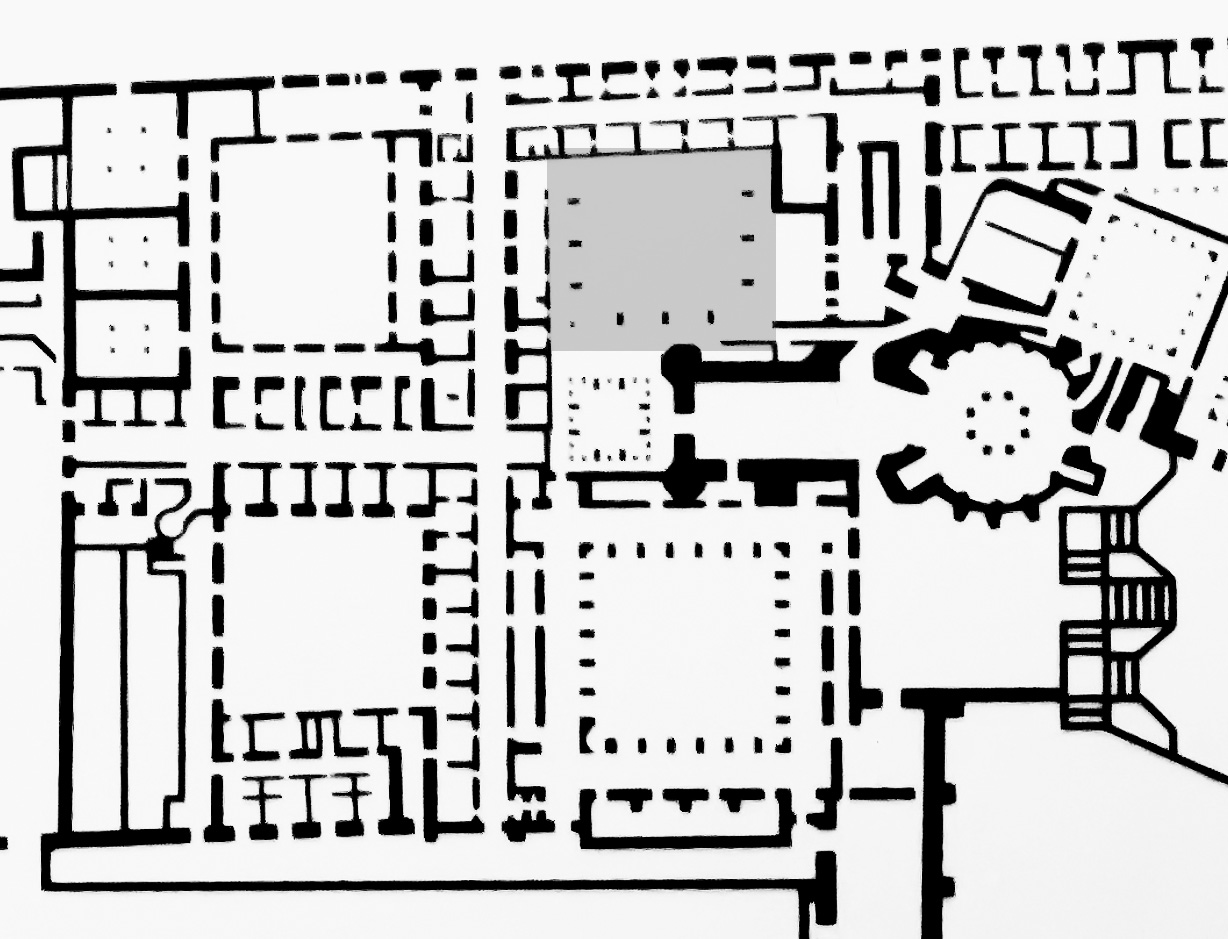
Claustro da Hospedaria
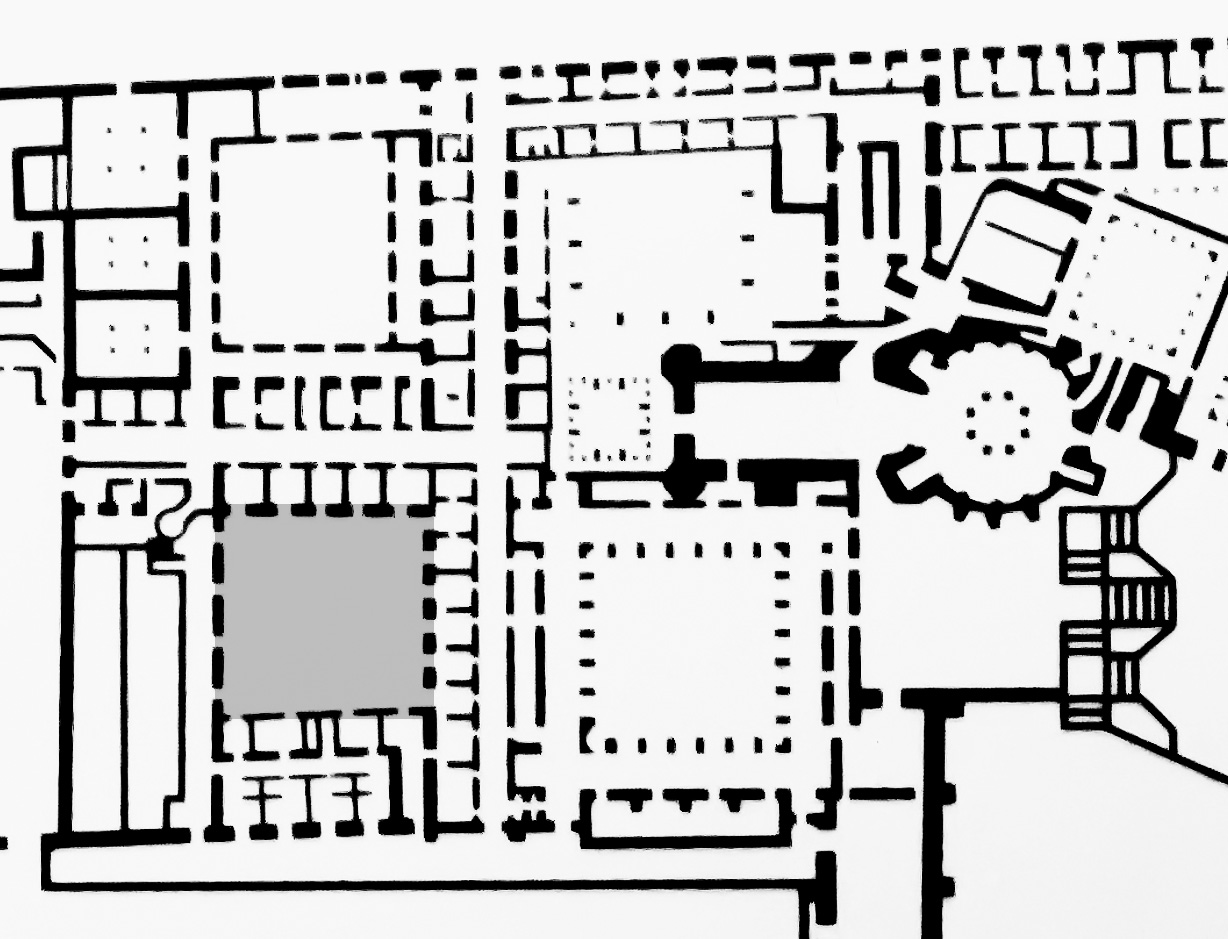
Claustro dos Corvos
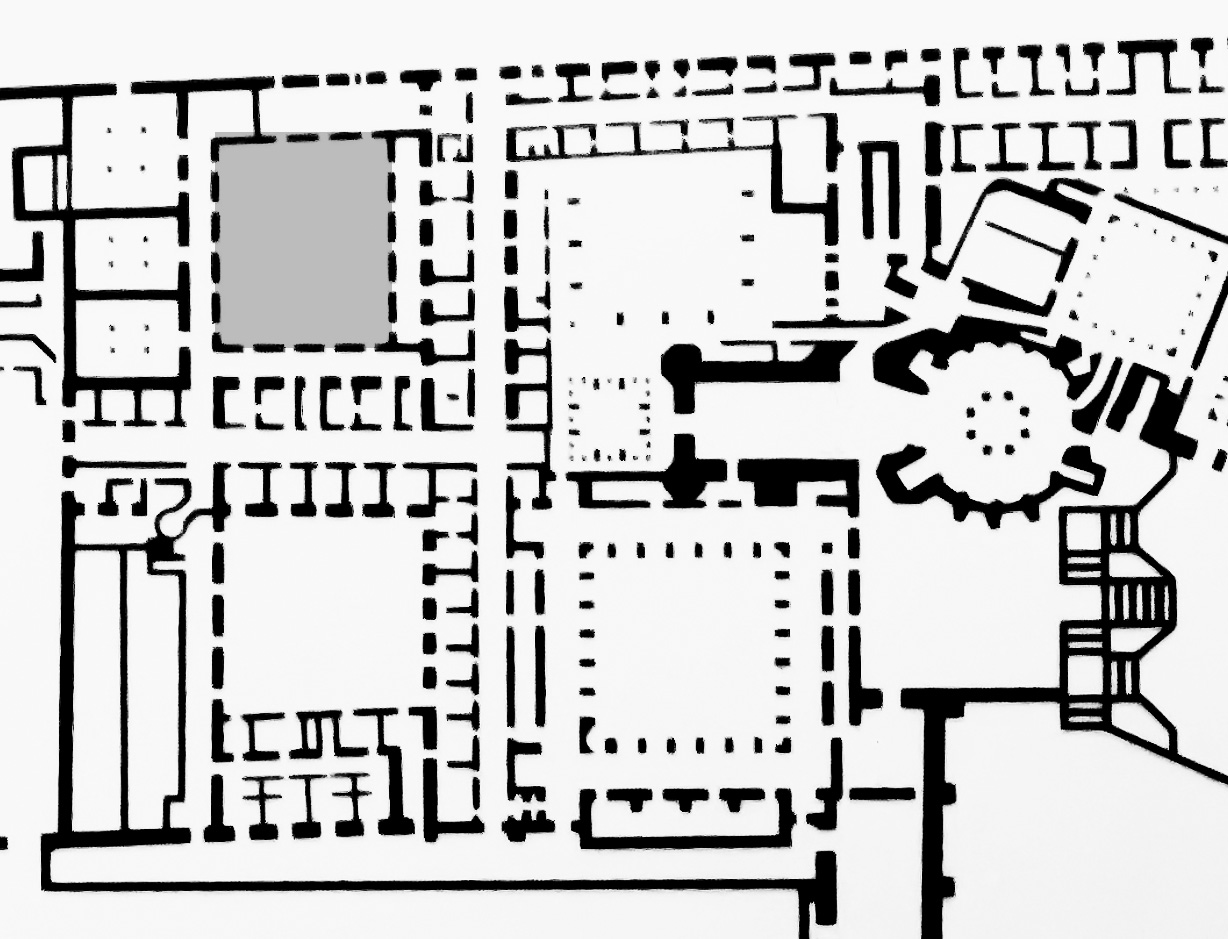
Claustro da Micha
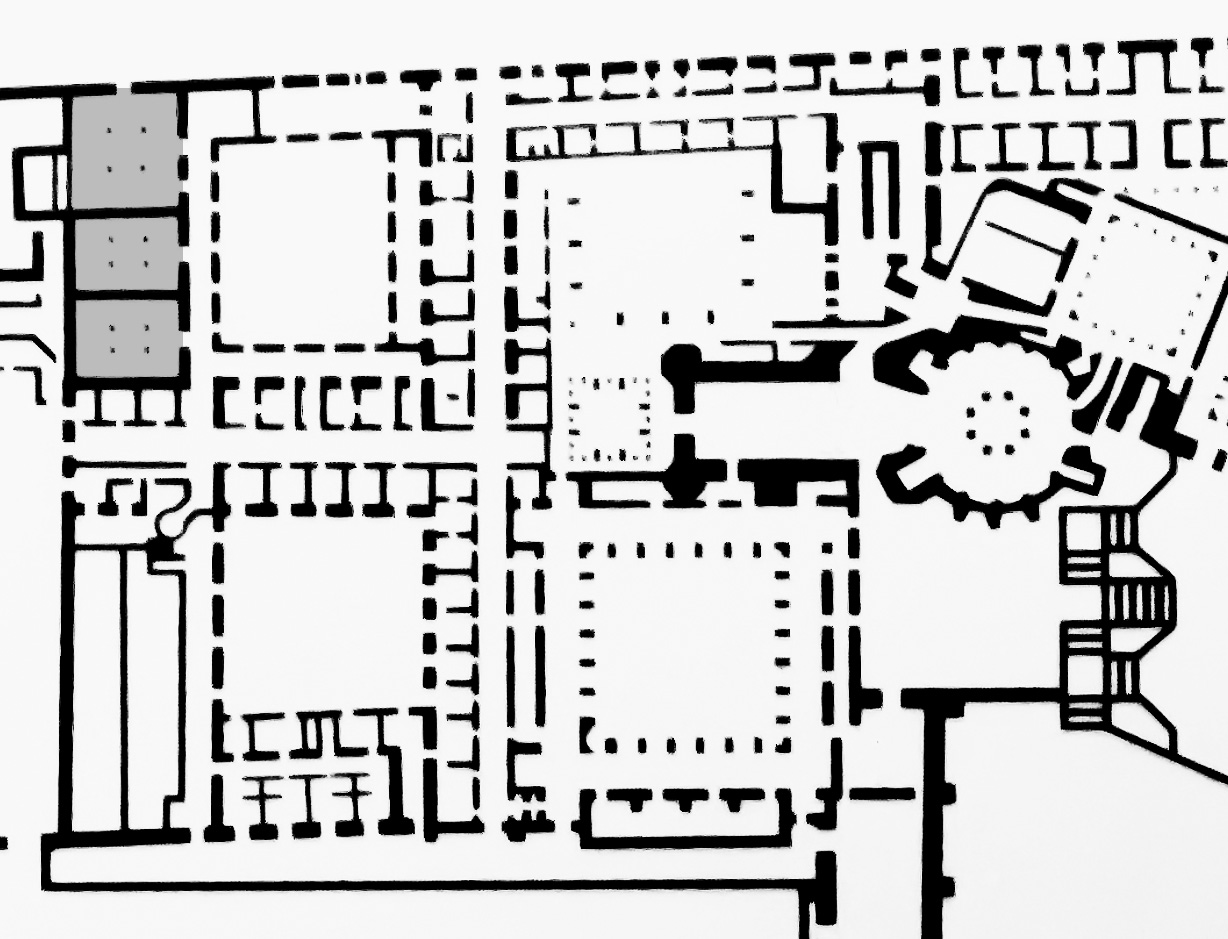
Salas do Noviciado

## Legado
Famoso, prestigiado e com grande sucesso em vida, João de Castilho deixou como legado um extenso rol de edificações que marcaram o panorama arquitetónico português do seu tempo. De entre os mestres que, no período áureo dos reinados de D. Manuel I e D. João III, participaram na dinâmica desse tempo de desafogo económico e poderoso impulso construtivo, Castilho terá sido o mais prolífico e influente, com uma contribuição plurifacetada, de grande relevância, em obras maiores do manuelino e do renascimento.
A sua obra inicial, onde elementos renovadores italianizantes (platerescos) se cruzavam as mais atualizadas soluções formais e estruturais do gótico tardio, iria rapidamente sintonizar-se com a gramática e o espírito decorativo do estilo manuelino emergente. Com as suas edificações dessa fase de arranque Castilho deu, melhor do que qualquer outro, "o mote para as edificações do gótico tardio do noroeste" de Portugal. Desempenhou depois um papel crucial no grande estaleiro-escola do Mosteiro dos Jerónimos, dando um contributo decisivo para a fixação de soluções programáticas, estruturais e decorativas, que haveriam de perdurar e de correr mundo pela mão dos que aí trabalharam, portugueses e estrangeiros. Foi devido à ação destes mestres "que as marcas tão expressivas do estilo manuelino se fundiram e espalharam decisivamente por outras regiões e continentes". Tanto dentro como fora de Portugal, depois de se constituir como "novidade absoluta", o estilo manuelino haveria no entanto de cristalizar, transformando-se, com o decorrer dos anos, num "fator de resistência à introdução de modelos de atualização «ao clássico»". Como vimos, Castilho optou pelo percurso inverso, assumindo uma rutura frontal com o manuelino para descobrir algo de novo.

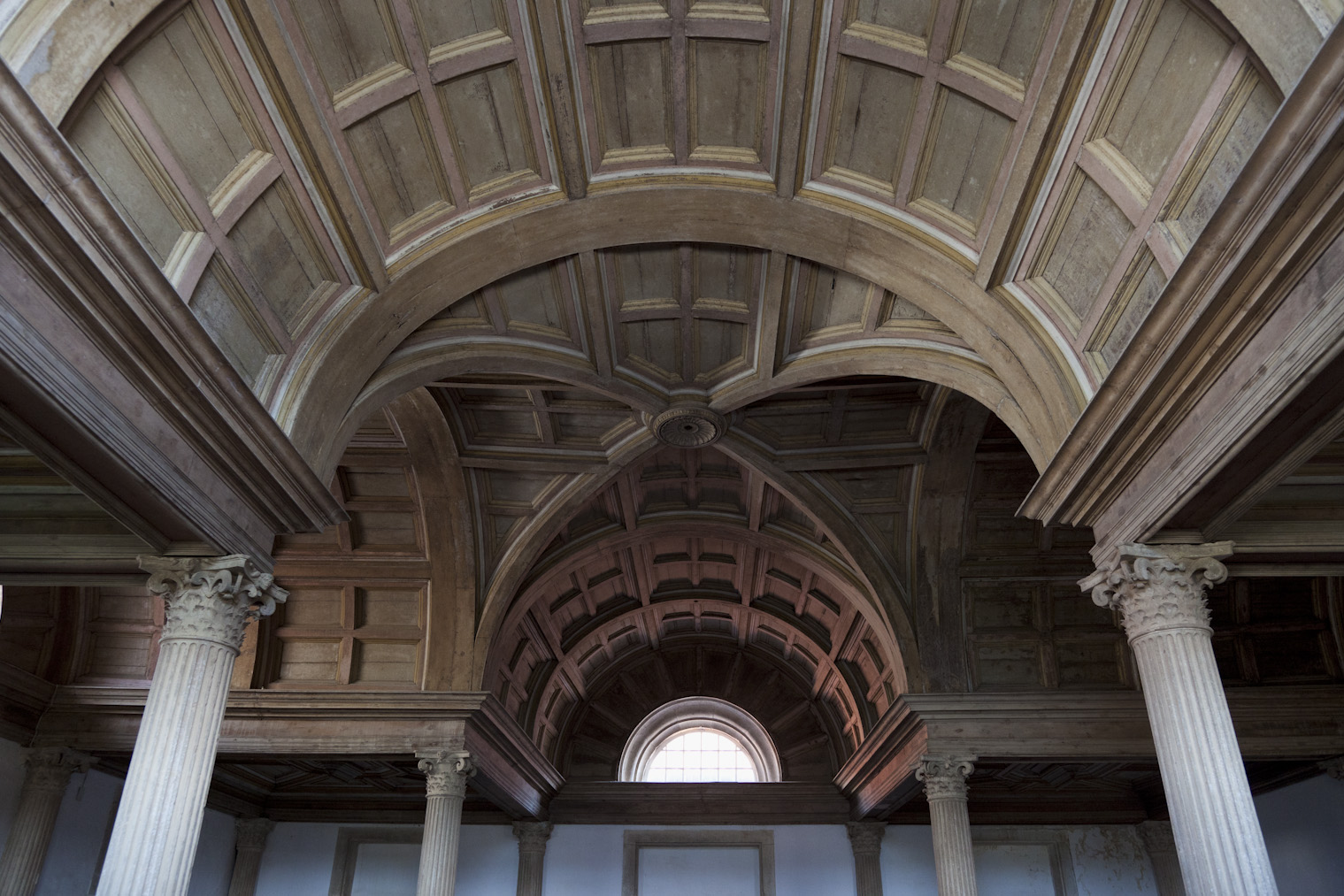
Teto da Capela do Noviciado, Convento de Cristo

João de Castilho pertenceu a um círculo restrito de personalidades que, ainda na primeira metade de quinhentos, se abriu às novas formas de pensar e fazer arquitetura. Ele foi um dos primeiros a estudar e a pôr em prática os ensinamentos da tratadística da época, aplicando-os na obra de maior escala desse tempo de transição; e ao pôr aí em jogo aspetos essenciais da arquitetura — "da compostura harmónica das partes à circulação interna, da salubridade à hidráulica, até à disposição simbólica dos espaços" —, transformou a escola-estaleiro do Convento de Cristo, tal como antes acontecera com os Jerónimos, num polo de difusão dos novos ideários. No entanto convém recordar que a vasta reforma renascentista do Convento de Cristo ocupa um lugar único no panorama do rarefeito e tardio renascimento português. Dominado maioritariamente por obras de escala reduzida, esse período experimental seria em breve ultrapassado pela "longa experiência do Maneirismo, decididamente o estilo dominante na paisagem construída do Mundo Português após 1550". Porque se é verdade que a solução claustral castilhiana de Tomar teve ecos duradoiros, dando origem a uma série tipológica amplamente glosada (em particular por Diogo de Castilho nos Colégios Universitários Coimbrões), não é menos verdade que, pouco depois da morte de João de Castilho, D. João III ordenou a demolição do Claustro Grande do Convento de Cristo para dar lugar à versão de Diogo de Torralva, cuja brilhante espetacularidade haveria de obscurecer a sobriedade da obra renascentista-reformadora de Castilho, votando-a a um "longo esquecimento".
As obras mais importantes de João de Castilho são há muito reconhecidas pela sua excecional qualidade. Como acontece com quase todas as grandes edificações da época em que viveu, Castilho não terá sido o autor único destes monumentos, mas a escala dos seus contributos foi determinante, em muitos deles, para a configuração que ainda hoje apresentam, ditando em grande parte as razões que levaram à sua classificação — como Monumentos Nacionais e, mais recentemente, como Património Mundial —, como acontece com as duas obras maiores da sua carreira: o Mosteiro dos Jerónimos, em Lisboa, e o Convento de Cristo, em Tomar.